# Lichtverschmutzung

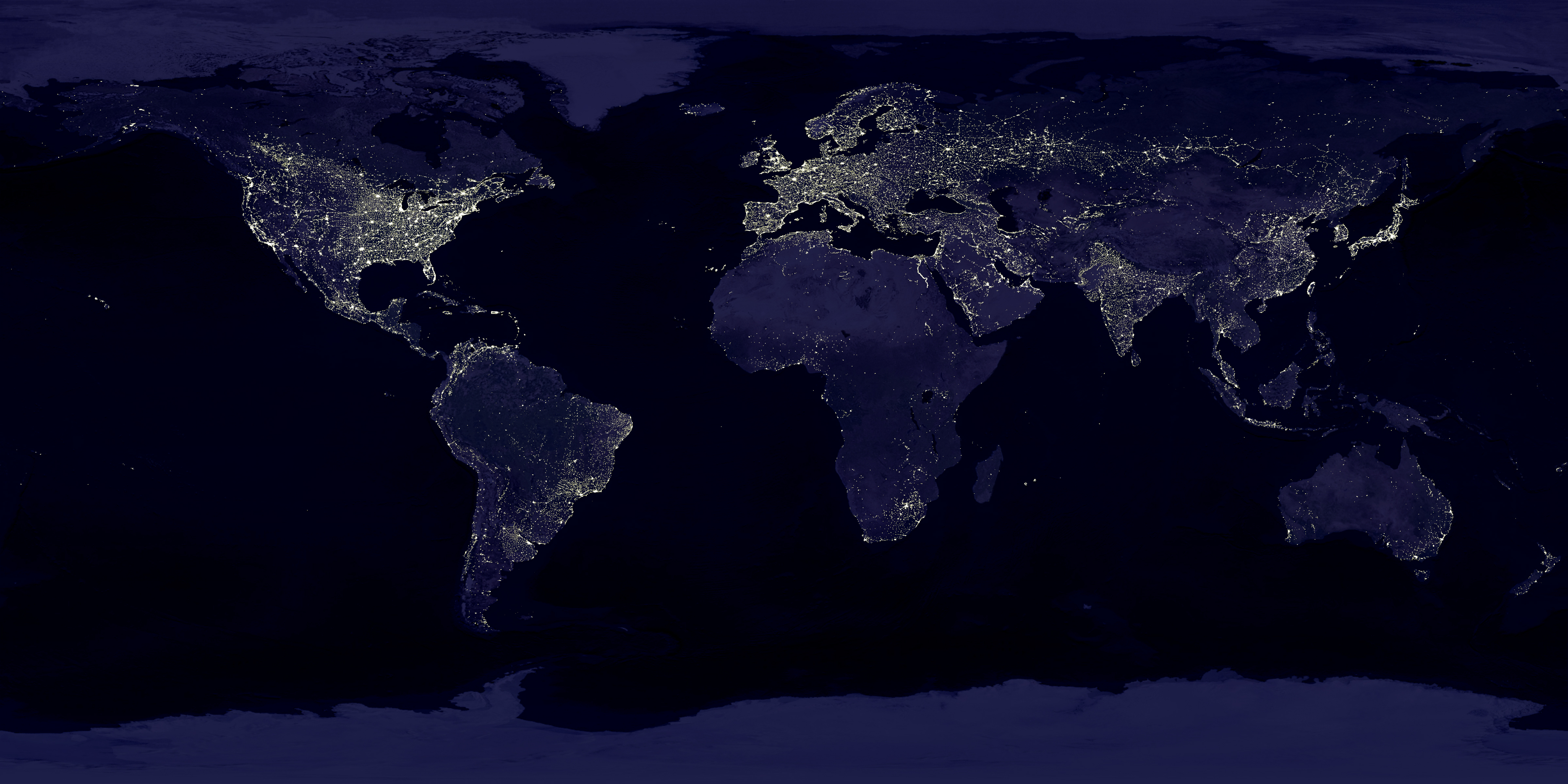
Erde bei Nacht (1994/95; Kompositaufnahme aus Satellitenbildern)

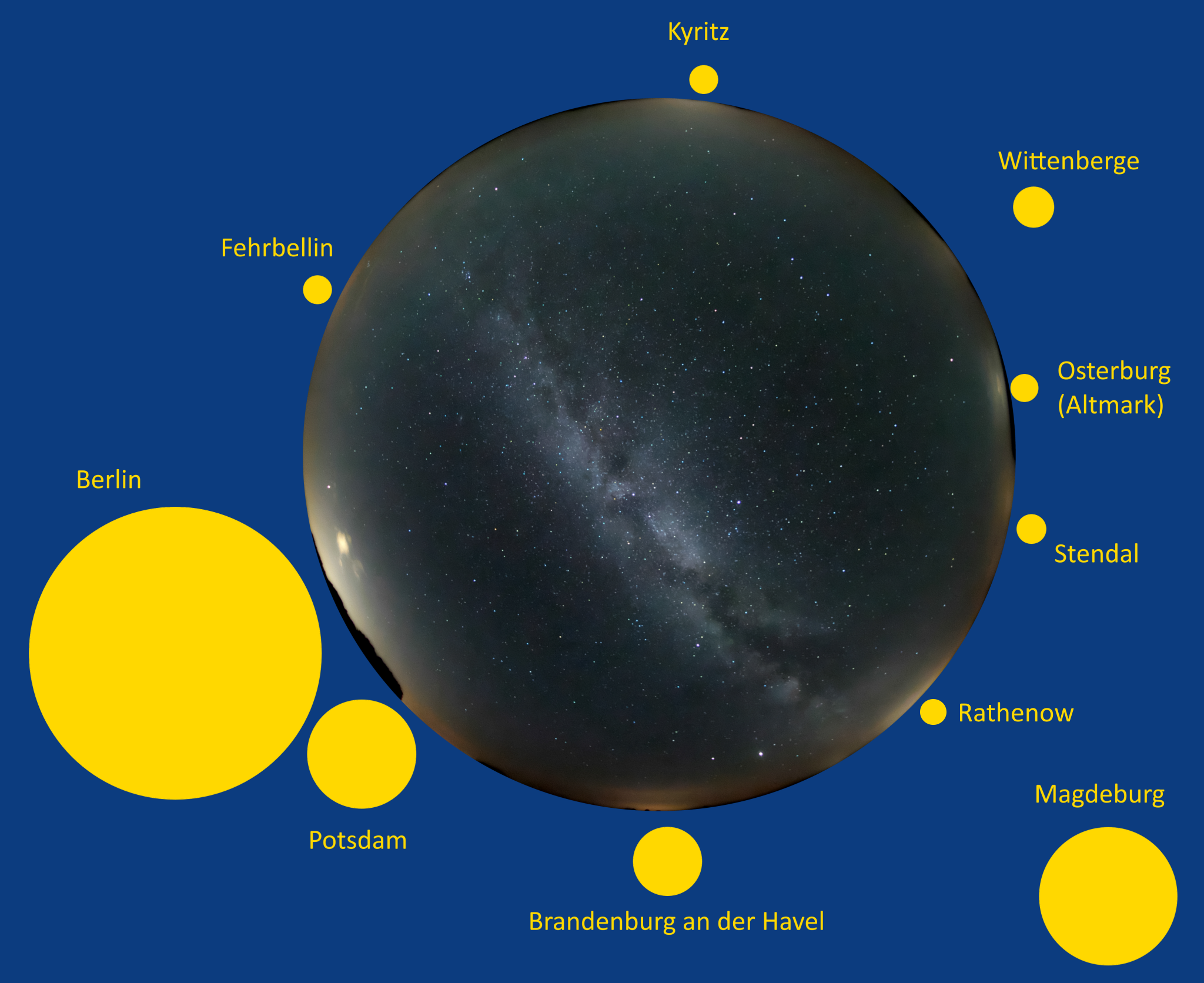
Nördliche Hemisphäre mit der Sommermilchstraße im Internationalen Sternenpark Westhavelland um Mitternacht. Der Horizont befindet sich vollständig an der Außenkante der kreisrunden Aufnahme und zeigt eine Reihe von Lichtglocken, die durch die Beleuchtung in den benachbarten Städten verschiedener Größe und verschiedener Entfernung hervorgerufen wurden. Links ist Osten, rechts ist Westen.

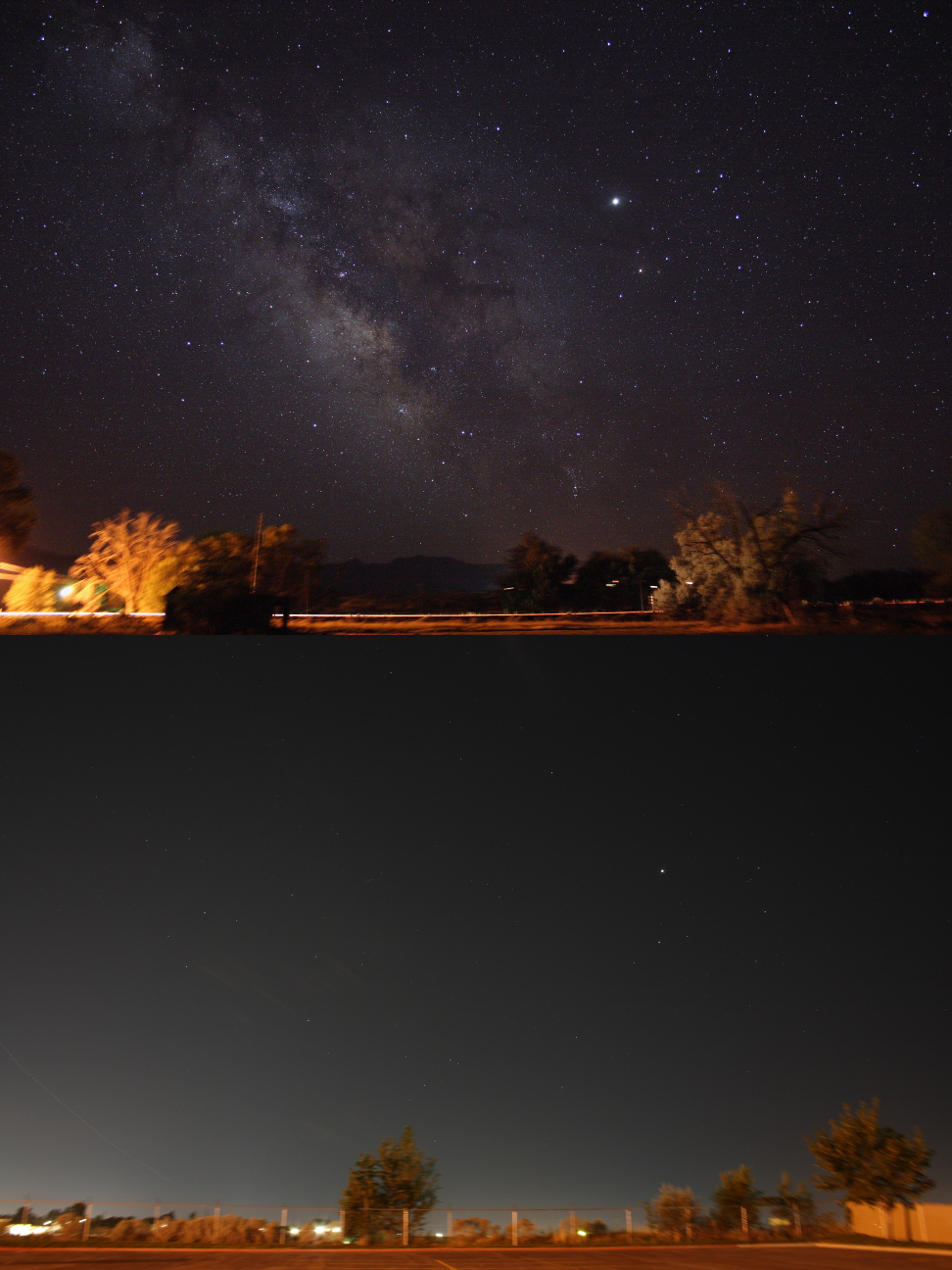
Sichtbarer Sternenhimmel über dem Horizont mit der Sommermilchstraße und dem hellen Planeten Jupiter im Sternbild Schlangenträger über dem hellen Stern Antares im Sternbild Skorpion auf dem Land (oben) und in der Großstadt (unten)

Sternbild Stier in der Großstadt und auf dem Land

Der Begriff der Lichtverschmutzung (englisch light pollution), auch Lichtsmog, auch Lichtverunreinigung genannt, bezeichnet die dauernde Abwesenheit völliger Dunkelheit in den davon betroffenen Gebieten der Erde und bewertet diesen Sachverhalt zugleich negativ als eine Art der Umweltverschmutzung. Die Vorgänge, die zu diesem Zustand führen, werden Lichtemission genannt. Dabei wird der Nachthimmel durch meist künstliche Lichtquellen aufgehellt, besonders wenn das Licht auch nach oben abgestrahlt wird. Das Licht wird in den Luftschichten der Erdatmosphäre gestreut, womit die Überlagerung der natürlichen Dunkelheit verbunden ist. Über Städten heißen diese Erscheinungen auch Lichtglocken oder Lichtkuppeln.

## Unerwünschte Effekte
Die als Lichtverschmutzung bewerteten Vorgänge gelten als eine spezielle Form der Umweltverschmutzung, die jedoch atypisch ist, weil durch fiktives Ausschalten aller künstlichen Lichtquellen nahezu völlige Dunkelheit entstehen würde. Der Mangel an Dunkelheit ohne künstliche Lichtquellen hat zahlreiche störende Einflüsse auf Organismen:

### Flora
Das (saisonspezifische) Pflanzenwachstum kann gestört werden, u. a. weil Nacht- und Tageslängen durch ständig beleuchtete Pflanzen falsch interpretiert werden.

### Fauna (und Menschen)
Künstliche Dauerhelligkeit kann die Fauna nachhaltig beeinträchtigen. So werden zahlreiche nachtaktive Insekten wie Nachtfalter irritiert. In den letzten zehn Jahren sind in Europa viele nachtaktive Insektenarten ausgestorben. Eine Dauerbeleuchtung kann die Balz- und Brutaktivitäten zahlreicher Tiere wie Singvögel oder Amphibien stören. Die Orientierung nachtfliegender Vögel kann durch künstliche Lichtquellen behindert werden, was ihre Wandertätigkeit einschränken kann. Auf die biologischen Tag-Nacht-Zyklen vieler Tiere und Menschen kann sich nächtliche Beleuchtung nachteilig auswirken (Schlaflosigkeit).

### Sternbeobachtung
Beeinträchtigung astronomischer Beobachtungen des Nachthimmels. Beispielsweise ist die Milchstraße in Städten und deren Umland nicht mehr sichtbar. In der höchsten Kategorie der Dunkelheit können bei klarer Sicht etwa 6500 Sterne mit bloßem Auge durchschnittlich guter Sehkraft erkannt werden, die als im astronomischen Sinne freisichtig („am Himmel gezählt“) gelten. Sie haben eine scheinbare Helligkeit (Größenklasse) bis zu 6,8 mag. In stark lichtverschmutzten Städten sind meist nur wenige Dutzend oder gar keine Sterne mehr erkennbar.

## Ursachen

### Technische Ursachen

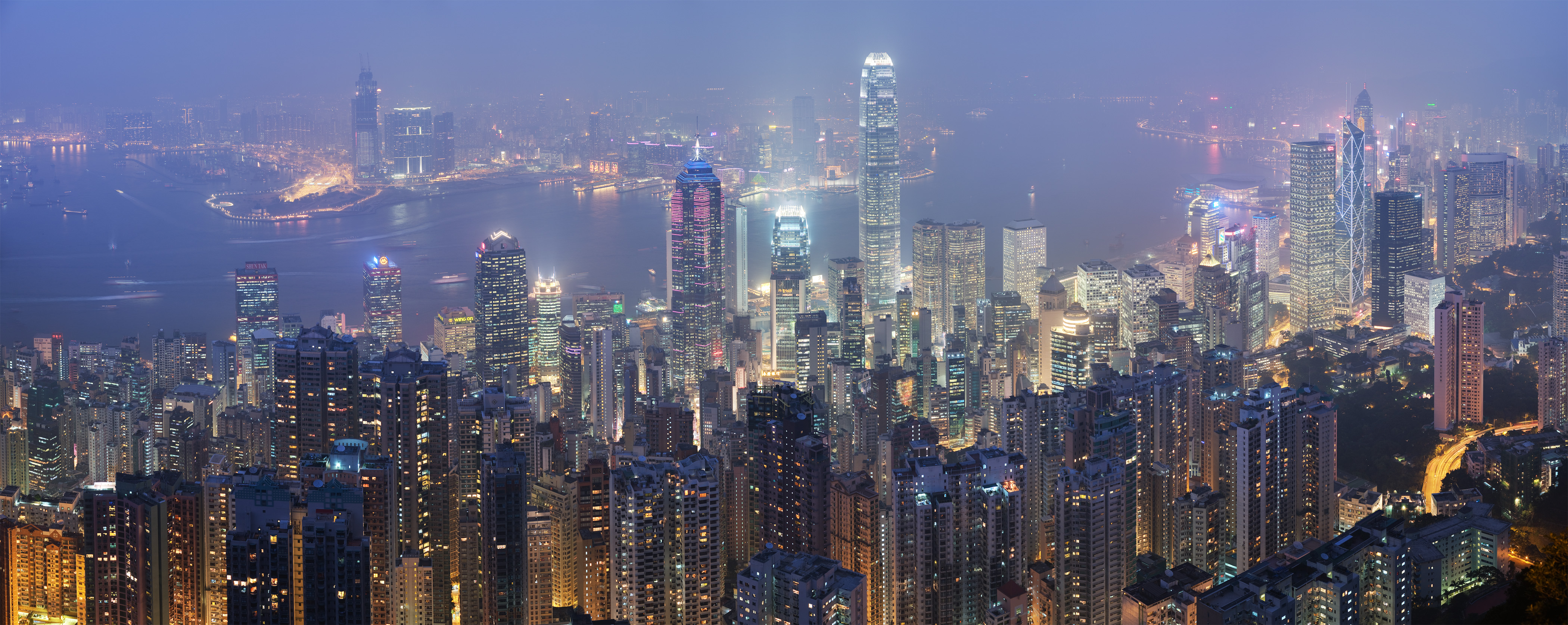
Hongkong: lichtverschmutzter Nachthimmel

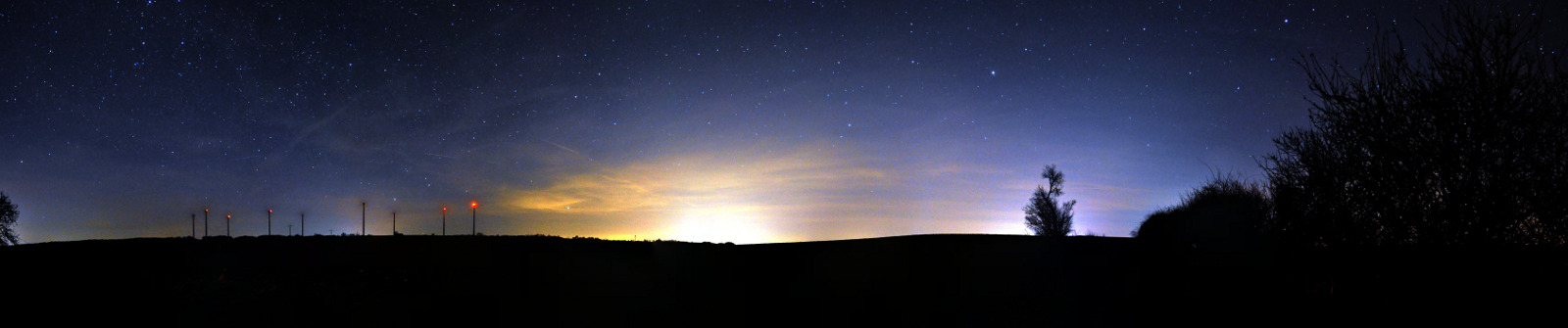
Lichtglocke der „Lichtstadt“ Jena aus sieben Kilometer Entfernung

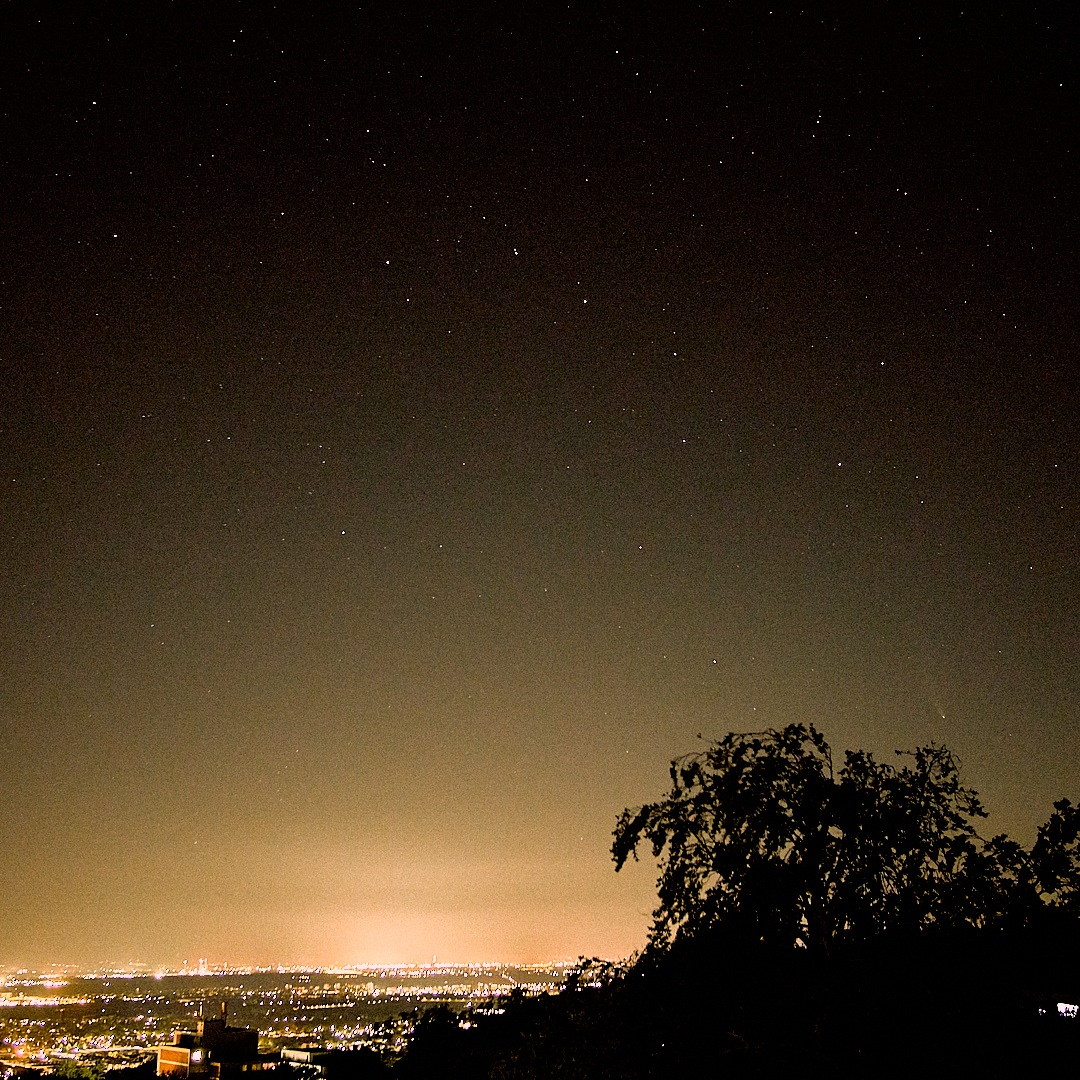
Lichtglocke aus 20 km Entfernung über Mannheim mit dem in Heidelberg fotografierten Kometen C/2020 F3 (NEOWISE) über der rechten Seite der Baumkrone, dessen Schweif durch die Lichtverschmutzung nur sehr schwach sichtbar ist. Die Baumkrone ist viel dunkler als der Himmel.

Ursächlich für die Lichtverschmutzung ist hauptsächlich der große nach oben abgestrahlte oder reflektierte Anteil des Lichts, der dann an Schichten der Atmosphäre, atmosphärischen Stäuben oder Wassertröpfchen abermals reflektiert und weitum zerstreut wird: Luft wird aufgehellt, wenn sie von Licht durchdrungen wird. Das wird vor allem durch den Tyndall-Effekt hervorgerufen, durch die Streuung von Licht (genauer durch die Mie-Streuung) an Schwebeteilchen in der Luft wie beispielsweise an Nebeltröpfchen, Schwebstaub oder sonstigen Aerosolen sowie durch Reflexion und Refraktion.
Dadurch ergeben sich die bekannten Lichtglocken über den Städten – so hellt beispielsweise eine Stadt mit einer Einwohnerzahl von 30.000 den Himmel in einem Umkreis von etwa 25 Kilometern auf, manche hell beleuchtete Skigebiete wie am Semmering sogar über 50 km. Diese Störung ist der „Lichtsmog“ im eigentlichen Sinne, als diffuser Nebel aus Licht.
Die größten Verursacher von Lichtverschmutzung sind Großstädte und Industrieanlagen, die die Nacht durch Straßenbeleuchtung, Leuchtreklamen, Videowände, Flutlichtanlagen und Industriebeleuchtung erhellen. Verantwortlich für dieses nach oben geleitete Licht sind vor allem Beleuchtungsanlagen, die ihr Licht weitgehend ungenutzt zu den Seiten und nach oben abstrahlen (Lichtverluste). Eine solche Abstrahlung kann jedoch auch ein gewollter Effekt bei der Gebäude- und Anlagenbe- oder -ausleuchtung sein.
Ein anderes großes Störpotential haben starke gerichtete Strahler. Dazu gehört beispielsweise das Fernlicht der Kraftfahrzeuge, das, um zumindest 200–300 Meter ausreichend auszuleuchten, noch in vielen Kilometern Entfernung stark blenden kann. Seit einigen Jahren verwenden Diskothekenbetreiber Projektionsscheinwerfer nach Art von Suchscheinwerfern, die Skybeamer, die tanzende Lichtkegel an den Nachthimmel projizieren. In Einzelfällen wurden gegen diese Art der Werbung rechtliche Maßnahmen erfolgreich durchgesetzt. Auch der Beitrag von Lichtkunst oder Lasershows zur allgemeinen Lichtverschmutzung wird zunehmend kritisch betrachtet. Als jüngste Ursache treten starke Laserpointer hinzu.
Neben allgemeiner Blendgefährdung sind solche plötzlichen Lichtblitze sich bewegender Richtstrahler auch in der Astronomie sehr lästig, weil sie Langzeitbelichtungen innerhalb eines Augenblicks unbrauchbar machen können oder Artefakte produzieren, die das Aufspüren echter astronomischer Ereignisse erschweren.

### Ökonomische und demografische Ursachen
Lichtverschmutzung ist eine Begleiterscheinung der Industrialisierung, des wachsenden Lebensstandards als Folge starken Wirtschaftswachstums vor allem in Schwellenländern, aber auch des weltweiten Bevölkerungswachstums. Sie tritt in hoher Intensität vor allem in dicht besiedelten Regionen der früh industrialisierten Nationen auf. Das Verschwinden nachts völlig dunkler Gebiete ist aber auch eine Begleiterscheinung der Umnutzung bislang naturnaher oder durch die Land- bzw. Forstwirtschaft genutzter Flächen für Wohn-, Verkehrs- und Gewerbezwecke.

### Erhoffte positive Wirkungen des Einsatzes von künstlichem Licht unter freiem Himmel

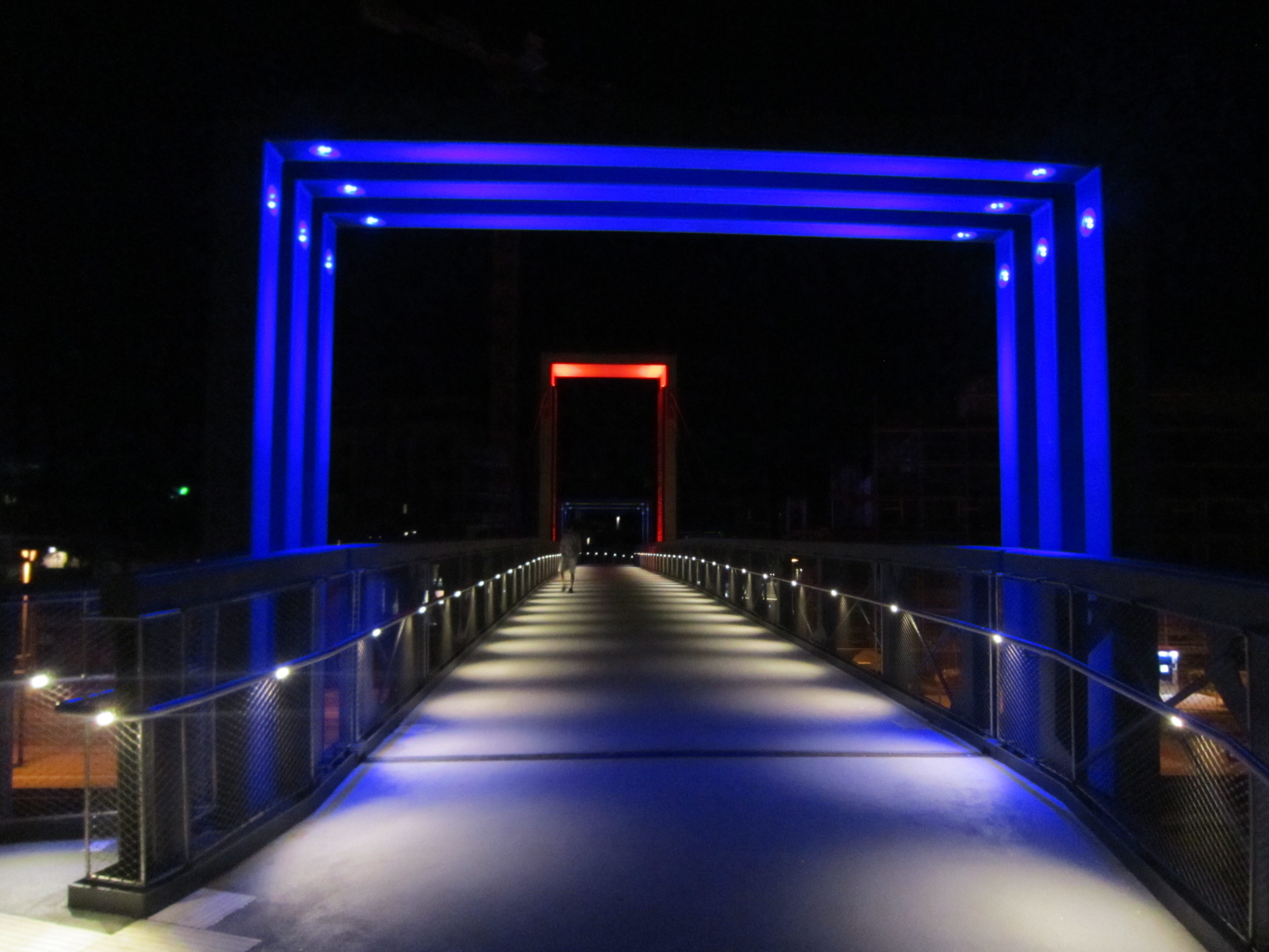
(Weißes) „Licht zum Sehen“ in Verbindung mit (blauem bzw. rotem) „Licht zum Ansehen“ auf der Bahnhofsbrücke in Vechta

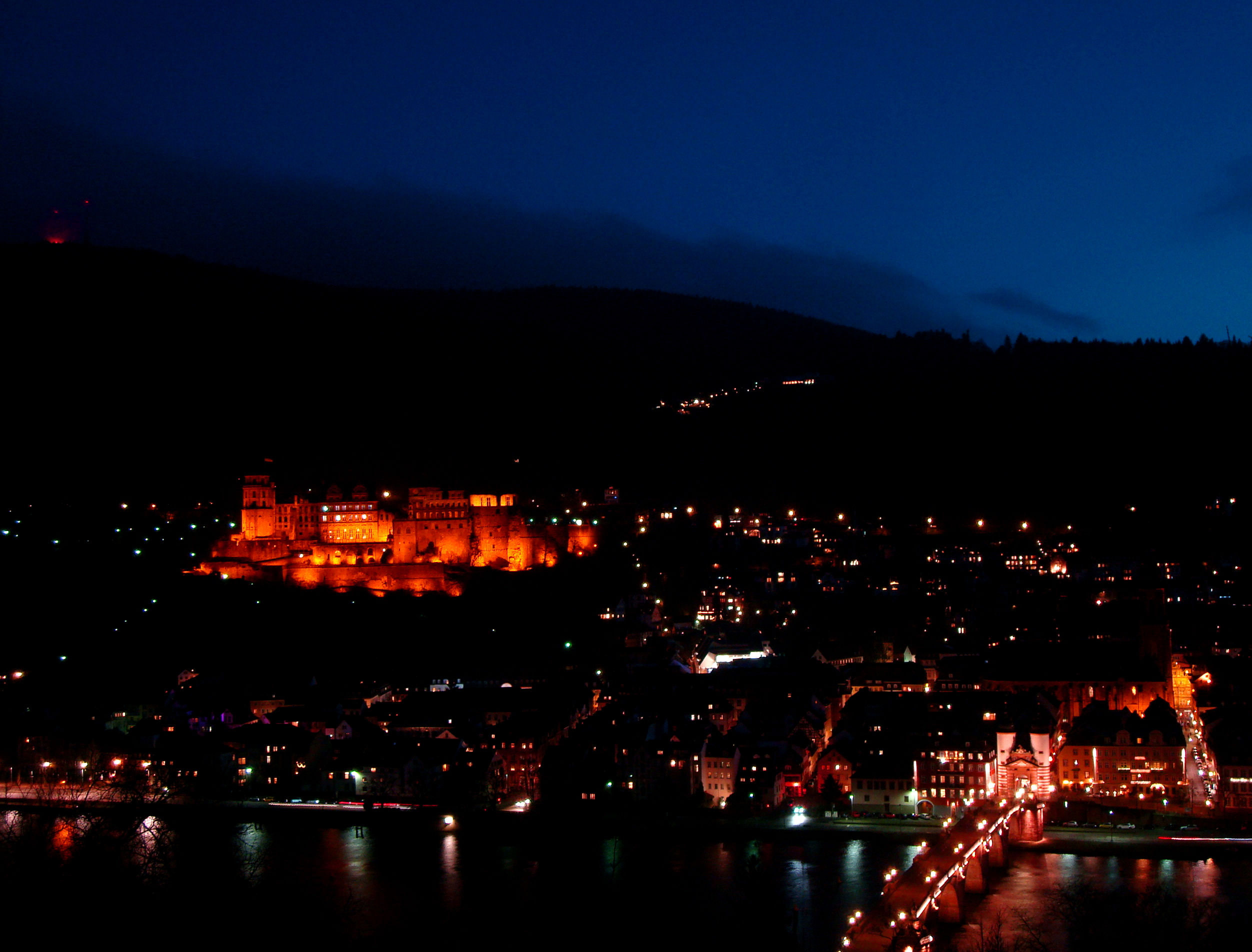
Hervorhebung der Sehenswürdigkeiten Heidelbergs durch „Licht zum Hinsehen“

Der Stadtplaner J. Alexander Schmidt befasste sich 2007 mit der Frage nach dem Sinn des Einsatzes künstlichen Lichts unter freiem Himmel. Dabei unterschied er zwischen drei Funktionen des Lichts: dem „Licht zum Sehen“, dem „Licht zum Hinsehen“ und dem „Licht zum Ansehen“.

#### Mehr Sicherheit
Das Licht zum Sehen (und Gesehen-Werden) sei, so Schmidt, aus Sicherheitsgründen unverzichtbar. „Statistisch betrachtet sind Verkehrsunfälle in der Nacht generell überproportional häufiger und schwerer als am Tage. Eine Vielzahl von Studien hat nachweislich ergeben, dass die Beleuchtung öffentlich zugänglicher Räume die Nachteile der Dunkelheit (schlechtes Kontrastsehen, Rückgang des Adaptionszustandes) ausgleicht, indem Gefahrenstellen, Hindernisse und andere Verkehrsteilnehmer (Personen, Fahrzeuge) besser kenntlich gemacht werden.“ Licht müsste demnach im öffentlichen Raum hell genug sein, aber nur die Bereiche ausleuchten, die sicherheitsrelevant sind.

#### Sichtbarmachung auch tagsüber „schöner“ Objekte im Dunkeln
Das Licht zum Hinsehen stellt eine Art „optisches Makeup“ für Objekte dar, die nachts besser zur Geltung gebracht werden sollen. Es ist ein „Akzentlicht, das eingesetzt wird, um Architekturen, Bäume, Mauern, Skulpturen oder Brunnen anzuleuchten. Es soll den Anschein erwecken, als würden diese Elemente aus sich selbst leuchten.“ Mit gelungen eingesetztem Akzentlicht wird das ästhetische Bedürfnis von Betrachtern nach einem „schönen Anblick“ befriedigt.
Viele Objekte werden aber nicht gezielt angestrahlt, sondern auch ihre Umgebung. So kommt die „astronomische“ Lichtverschmutzung großteils durch nach oben gerichtete Strahlung zustande, beispielsweise bei zu breiter Anstrahlung von Kirchtürmen.

#### Leuchtwerbung und Lichtkunst
Zum Licht zum Ansehen gehören Leuchtreklamen, Objekte schmückende Leuchtelemente, aber auch alle Formen von Lichtkunst. Im Jahr 2002 wurde ein Zusammenschluss von Städten gegründet, der sich „LUCI (Lighting Urban Community International)“ nennt. Dabei wird auf das italienische Wort „luci“ (deutsch: „Lichter“) angespielt. Eines der Ziele des Netzwerks besteht darin, durch Förderung der Lichtkunst, vor allem in Form von Illuminationen, eine „urbane Identität“ zu schaffen. Ein wichtiges Instrument zur Annäherung an dieses Ziel sind „Festivals of Light“, die regelmäßig stattfinden.

### Positive Bewertung von Helligkeit
Zu DDR-Zeiten kursierte in Ostdeutschland folgender Witz über den Berliner Fernsehturm: „Welche vier Meere sind vom Fernsehturm zu sehen? Oben das Wolkenmeer, unten das Häusermeer, im Westen das Lichtermeer und im Osten gar nix mehr.“ In diesem Witz steht der Lichterreichtum des kapitalistischen West-Berlins für alles Positive, nach dem sich DDR-Bürger damals sehnten, die Dunkelheit des realsozialistischen Ost-Berlins und seines brandenburgischen Umlands hingegen für Rückständigkeit, mangelnde Urbanität und Unfreiheit. Noch in der Gegenwart wird, nicht nur in der Nähe Berlins, von einigen ein „Mangel an Licht“ in „dunklen Gegenden“ als „Mangel an Urbanität“ und damit an Attraktivität bewertet. Dieser drohe heute vor allem die mit guter Kaufkraft ausgestatteten potenziellen Kunden abzuschrecken. So begrüßten es die Organisatoren des Festivals „Berlin leuchtet“ im September 2018, dass die Brache eines ehemaligen Güterbahnhofs in der Nähe des Berliner Hauptbahnhofs beseitigt und mit dem Quartier „Europa City“ bebaut worden sei.
Veranstaltungen und Feste, die mit Hilfe künstlichen Lichts Betrachter in eine positive Stimmung versetzen, werden überwiegend positiv bewertet. Obwohl z. B. der Stadt Fulda viel am Erfolg des Sternenparks Rhön liegt, bewertet sie den Weiterbetrieb des stadteigenen Weihnachtsmarkts als legitime Traditionspflege. Die Stadt schreibt Betreibern von Hütten (in § 8 Absatz 2 der Weihnachtsmarktsatzung) auf dem Weihnachtsmarkt vor, bis zum Giebel der Hütten hinauf Leuchtmittel einzusetzen, damit ein schönes, eindrucksvolles Gesamtbild des Marktes entsteht (§ 2 der Weihnachtsmarktsatzung). Der Beitrag zur Eindämmung der Lichtverschmutzung besteht darin, dass Leuchtquellen auf dem Fuldaer Weihnachtsmarkt ein warmes Licht ausstrahlen müssen und eine bestimmte Helligkeit nicht überschreiten dürfen.
In seiner Predigt zur Ostervigil 2012 verkündete Papst Benedikt XVI.: „Licht ermöglicht Leben. Es ermöglicht Begegnung. Es ermöglicht Kommunikation. Es ermöglicht Erkenntnis, Zugang zur Wirklichkeit, zur Wahrheit. Und indem es Erkenntnis ermöglicht, ermöglicht es Freiheit und Fortschritt. Das Böse verbirgt sich. Licht ist daher auch Ausdruck für das Gute, das Helligkeit ist und schafft. Es ist Tag, an dem wir zu wirken vermögen. Dass Gott das Licht geschaffen hat, bedeutet: Gott hat die Welt als einen Raum der Erkenntnis und der Wahrheit, als einen Raum der Begegnung und der Freiheit, als Raum des Guten und der Liebe geschaffen. […] Mit der Auferstehung Jesu ist das Licht selbst neu geschaffen. Er zieht uns alle nach in das neue Leben der Auferstehung hinein und besiegt alles Dunkel. Er ist der neue Tag Gottes, der uns allen gilt.“ Problematisch sei aber nicht die physische Dunkelheit, sondern problematisch seien, so der Papst, das „Gottesdunkel“ und das „Wertedunkel“. Dass die Menschen „heute unsere Städte so grell erleuchten [können], dass die Sterne des Himmels nicht mehr sichtbar sind“, sei eine Fehlinterpretation des göttlichen Gebotes: „Es werde Licht!“.
Sabine Frank, bekennende Katholikin, hauptamtliche Mitarbeiterin im Sternenpark Rhön und nach eigenen Worten „einzige offizielle Nachtschutzbeauftragte Deutschlands“, interpretiert die Worte Benedikts XVI. dahingehend, dass der Mensch sich selbst die Sterne vom Himmel schieße, indem er sie unsichtbar mache, und sich nicht zu wundern brauche, „wenn uns der Himmel auch im übertragenen Sinn so fern ist.“ Gott wolle „im Dunkeln wohnen“.

## Nutzen von Streulicht
Städtisches Streulicht erlaubt auf nicht unmittelbar beleuchteten Wegen, die nicht von Baumbestand beschattet werden auch um Mitternacht bei Neumond sicheres Gehen, in besonderen Fällen, wie einem sehr geradlinig erstrecken Hochwasserdamm sogar sicheres Radfahren, zumindest solange Begegnungen und Kreuzungen nur sehr vereinzelt auftreten und kein starkleuchtender Kfz-Verkehr auftritt. Die Beleuchtungsstärke kann in der Nähe von sicherheitshalber außen beleuchteten Anlagen der Schwerindustrie, aber auch von Autolagerplätzen und Autobahnstationen ein mehrfaches der von hochstehendem Vollmond erreichen, der allerdings Objekte scharfe Schatten werfen lässt. Ist das Auge ausreichend an die Dunkelheit adaptiert, erscheinen der Weg und die Landschaft bis zum Horizont gleich hell, erlaubt also Sicht bis in große Weite. Demgegenüber reicht die Leuchtkraft eines Radlichts oder einer Stirnlampe auch bei guter, also schmaler Bündelung typisch nur 10–50 m weit, weil Entfernteres prinzipbedingt (Beleuchtungsstärke nimmt mit dem Quadrat der Entfernung von einer punktförmigen Lichtquelle ab) weniger hell erscheint als Näherliegendes.
Von Streulicht aufgehellter Himmel hinter der Kontur von Objekten erlaubt gutes Orientieren bei der Bewegung im hügeligen Gelände, entlang eines Tals, auf Wegen, in Siedlungen oder in schütterem Wald. Streulicht ermöglicht auch das Ablesen einer unbeleuchteten Zeiger-Armbanduhr oder auch das Erkennen von Reisegepäck und Kleidungsstücken, etwa um sich eine Jacke anzuziehen. Bei guter Ortskenntnis kann Lichterschein aus einer Richtung am Horizont, einer bekannten Stadt zugeordnet werden und so der Richtungsorientierung dienen. Dienlich sind dabei ein hoher Beleuchtungskontrast zwischen der Stadt und der restlichen Umgebung rund um den Beobachter bis in dieselbe Entfernung, die 30 km und mehr betragen kann. Am Weg zwischen 2 Städten kann durch den Vergleich der Helligkeiten des Himmelsscheins auch die eigene relative Position auf der verbindenden Strecke abgeschätzt werden.

## Ausmaß

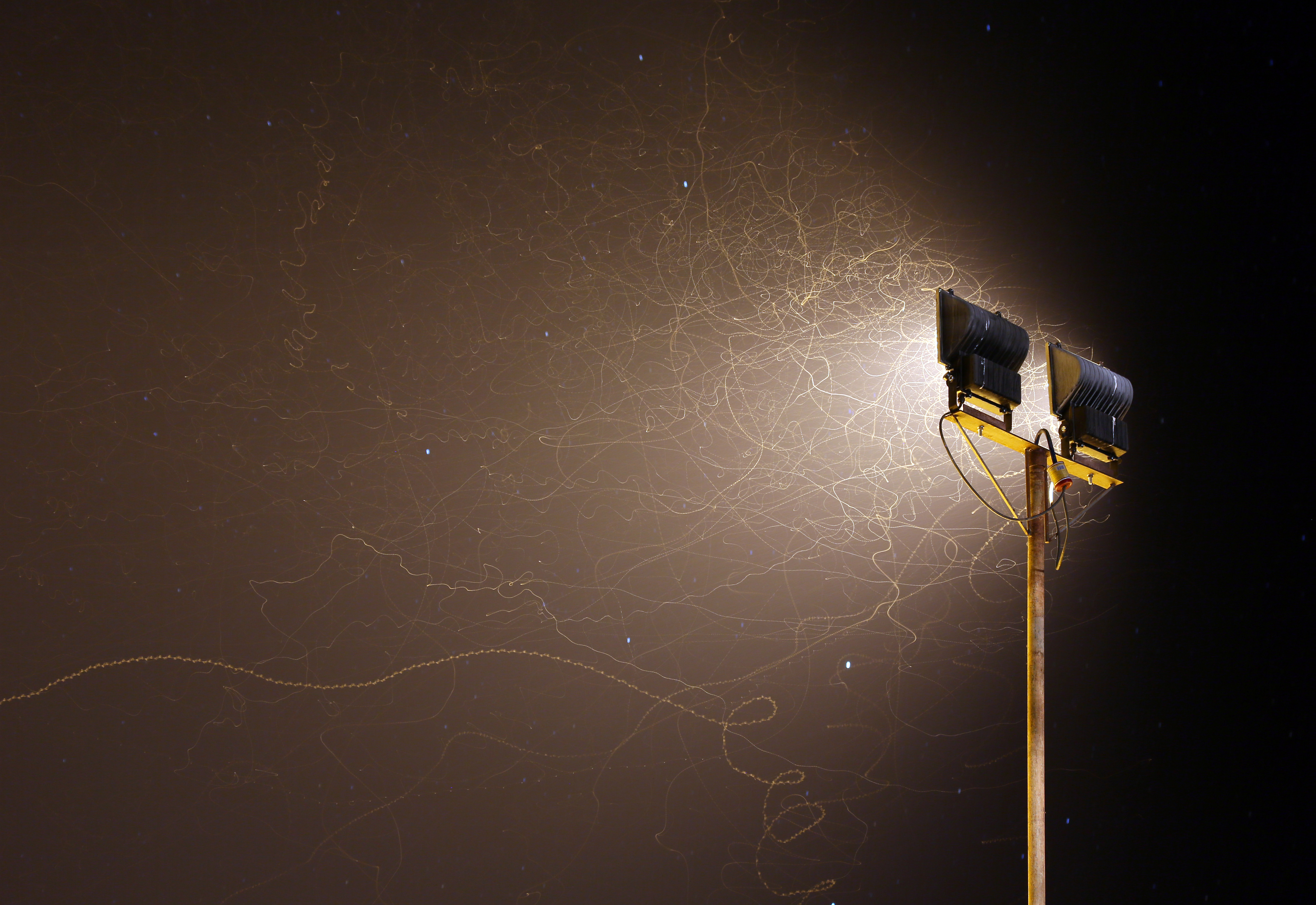
Insekten vor einem Flutlicht

Insgesamt sind mehr als 80 % der Weltbevölkerung von Lichtverschmutzung betroffen, in Europa und den Vereinigten Staaten sind es über 99 %. Beispielsweise hat ein Großteil der städtischen Bevölkerung noch nie die Milchstraße gesehen. Zwischen 2012 und 2016 ist die beleuchtete Fläche des Planeten noch einmal um 9,1 Prozent angewachsen. Angesichts der weltweit wachsenden Bevölkerung ist das nicht überraschend. Allerdings hat auch die Helligkeit der bereits beleuchteten Flächen um 2,2 Prozent zugenommen – wahrscheinlich noch stärker, weil die Messgeräte blaues Licht nicht vollständig messen konnten – obwohl in vielen Gegenden inzwischen auf dunklere LED-Lampen zurückgegriffen wird.
In Europa ist mehr als die Hälfte der Bevölkerung von Lichtverschmutzung betroffen. Weltweit beträgt ihr jährlicher Zuwachs durchschnittlich 6 %. In Deutschland liegt er bei ca. 6 %, in Italien 10 % und in anderen Ländern wie z. B. Japan bei bis zu 12 %. Spitzenwerte des Wachstums wurden und werden in schnell wachsenden Ballungsräumen vor allem in den USA gemessen, so stieg die Lichtausstrahlung in Südontario mit etwa 7–10 % pro Jahr an, in Tucson vor 1972 sogar jedes Jahr um bis zu 15 %. Manche Schätzungen gehen sogar von einem jährlichen 30-prozentigen Anstieg in manchen US-amerikanischen Städten aus. In den letzten 150 Jahren sei in Berlin die Helligkeit klarer Nächte um das Zehnfache, die von wolkigen Nächten um bis zum Tausendfachen gestiegen.

## Folgen

### Wirkung auf lebende Organismen

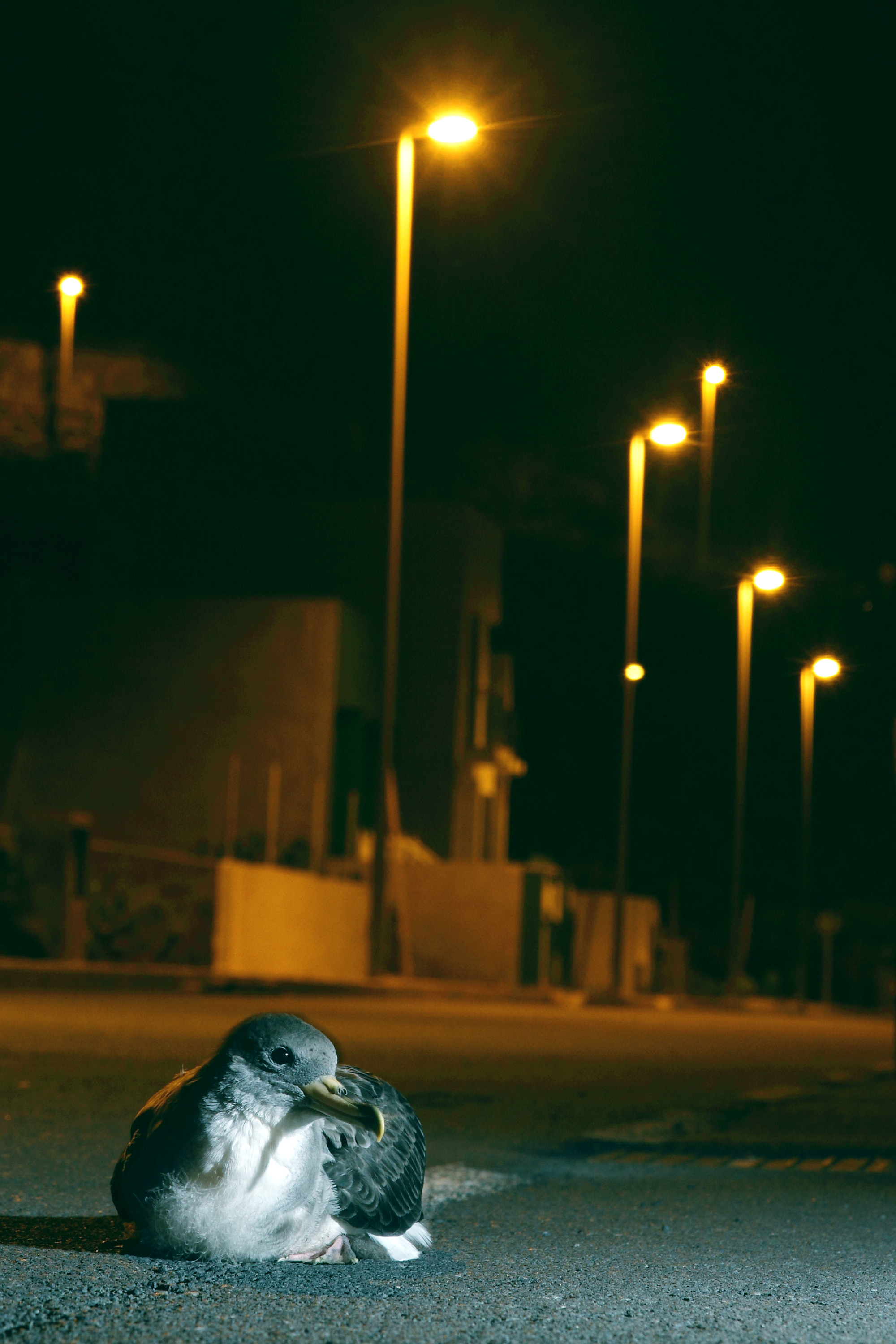
Seevögel wie dieser Gelbschnabel-Sturmtaucher auf Teneriffa sind oft von Lichtverschmutzung auf Inselarchipelen besonders betroffen. Vor allem junge Vögel werden auf ihren ersten Nachtflügen von Lichtquellen angelockt und können, einmal auf dem Boden, nicht mehr abfliegen, da sie dafür eine erhöhte Position benötigen.

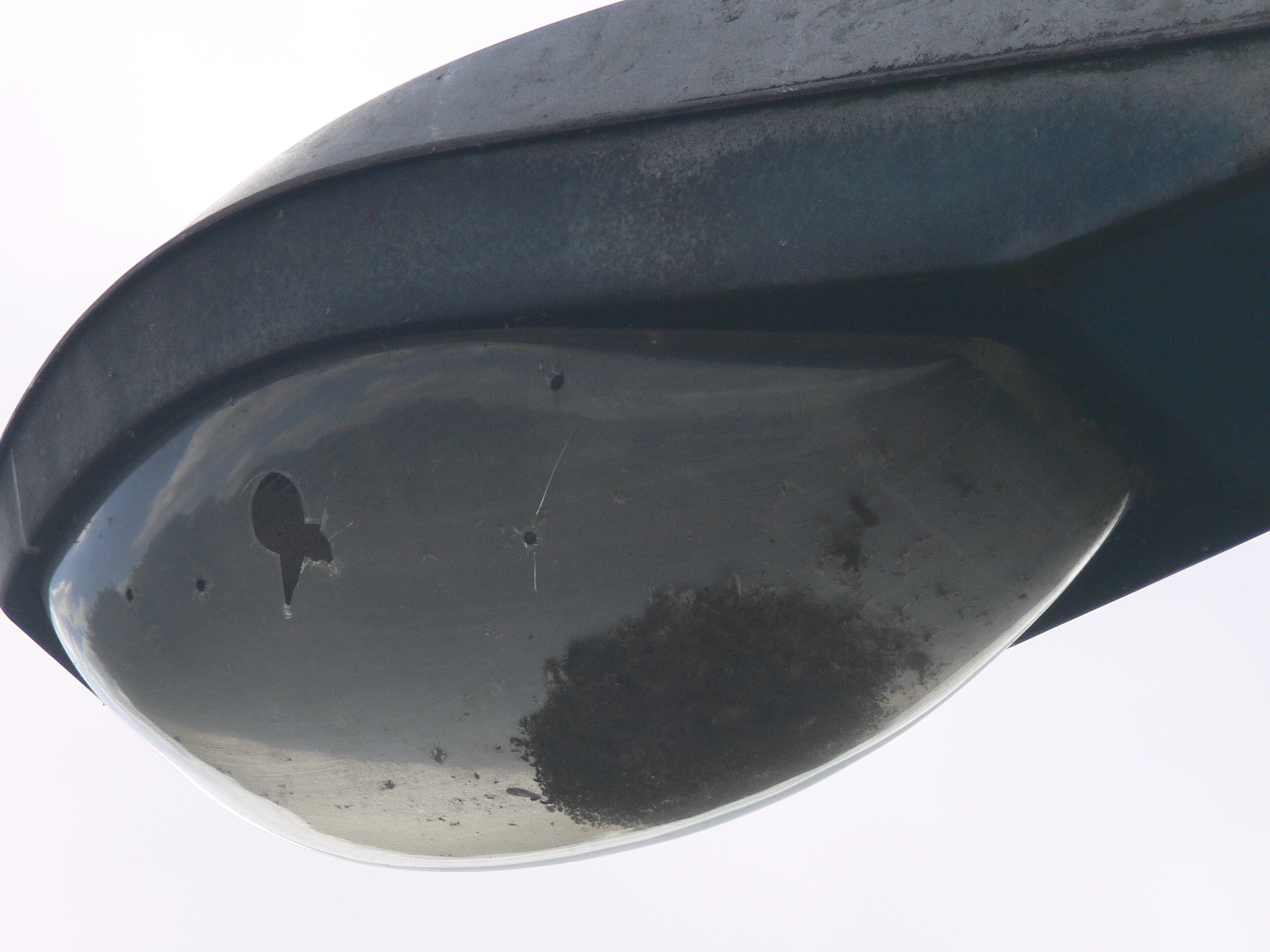
Ansammlung toter Insekten in einer Straßenlaterne

Lichtverschmutzung beeinflusst bestehende Ökosysteme. So wie verschmutzte Meere, Böden oder Lufträume für viele Spezies nicht mehr bewohnbar sind, so hat auch die Verkleinerung von Gebieten, die während der terrestrischen Nacht nur von Gestirnen aufgehellt werden, vielfältige Folgen. Das Fachgebiet der Untersuchungen über die Auswirkungen von Dunkelheit auf Lebewesen ist die relativ junge Disziplin der Scotobiologie (‚Dunkelheitsbiologie‘).
Pflanzen werden durch eine künstlich aufgehellte Umgebung in ihrem Wachstumszyklus beeinflusst: Was bei Zuchtpflanzen in Gärtnereien durchaus erwünscht ist, kann für empfindliche Naturpflanzen zum Problem werden. So wurde bereits vielfach beobachtet, dass Laubbäume in unmittelbarer Nähe von Straßenlampen ihre Blätter verspätet verlieren, wodurch es wiederum zu Frostschäden kommen kann.
Die weit verbreiteten weißen Lichtquellen mit hohem Blauanteil im Spektrum stellen ein erhebliches Problem für die Navigation oder Orientierung nachtaktiver Insekten und auch für Zugvögel dar.
Insbesondere die Auswirkungen von nächtlicher Kunstbeleuchtung auf Insekten sind gut dokumentiert. Untersuchungen aus dem Jahr 2000 zeigen, dass in Deutschland an einer einzigen Straßenlampe in jeder Sommernacht durchschnittlich 150 Insekten zugrunde gehen. Wird das auf die ca. 6,8 Millionen Straßenlaternen auf deutschen Straßen hochgerechnet, ergibt dies jede Nacht über eine Milliarde Insekten. Zahlreiche andere Lichtquellen wie die Beleuchtung von Gewerbe- und Industriegebieten, Werbeflächen oder Privathaushalten sind dabei noch nicht berücksichtigt. Je größer die Wellenlänge des Lichts ist, desto geringer ist die Lockwirkung auf Nachtfalter. Insbesondere fand ein schweizerisches Forscherteam heraus, dass die Bestäubung durch Bienen und andere Insekten bis zu 62 Prozent abnimmt.
Für Chironomus riparius, eine Mücke innerhalb der Familie der Zuckmücken, wurde 2025 nachgewiesen, dass ihre Larven, wenn diese in der Nacht künstlichem Licht von 100 Lux ausgesetzt werden, Veränderungen in mehr als 1500 ihrer Gene aufweisen. Dies hat im Vergleich mit einer Kontroll-Population, die nachts 8 Stunden im Dunklen gehalten wird, u. a. eine verzögerte Entwicklung, erhöhten oxidativen Stress und eine drastisch reduzierte Fortpflanzungsfähigkeit zur Folge.
Neben Insekten werden zahlreiche weitere Tierarten durch Lichtverschmutzung geschädigt. So beeinträchtigt nächtliches Kunstlicht beispielsweise die Orientierung von Zugvögeln und führt unter anderem dazu, dass Vögel in hell erleuchtete Gebäude fliegen und dabei verletzt werden oder zu Tode kommen (das sogenannte „Towerkill-Phänomen“). Auch bei anderen Lebewesen wie Säugetiere und Amphibien führt die Lichtverschmutzung zur Desorientierung und damit zur Verminderung des Tierbestands. Selbst Bäume geraten durch die geringere Dunkelheit in Stress, da sie durch das künstliche Licht nachts auch zur Photosynthese angeregt werden. Das führt letztendlich auch zu Ertragseinbußen.
Auf Inselarchipelen sind vor allem junge Seevögel wie Sturmtaucher oder Sturmschwalben durch Lichtverschmutzung gefährdet. Bei ihren „Jungfernflügen“ von den in Steilküsten gelegenen Bruthöhlen auf das offene Meer werden sie von starken künstlichen Lichtquellen angezogen, gehen desorientiert zu Boden und können nicht mehr abfliegen, da sie zum Starten eine erhöhte Position benötigen. Oft verhungern oder verdursten sie dann, werden überfahren oder von Prädatoren getötet. Auf den Balearen lag der Anteil der zu Boden gegangenen Jungvögel am jährlichen Bruterfolg aber lediglich zwischen 0,13 und 0,56 %. Die Todesfälle sind daher nicht bestandsgefährdend, dennoch sollte in der Nähe größerer Kolonien durch bauliche Maßnahmen eine Beeinträchtigung verhindert werden.
Ebenfalls gut dokumentiert ist der negative Einfluss von nächtlicher Beleuchtung auf verschiedene Arten von Meeresschildkröten, deren Nachwuchs an einem zu hell erleuchteten Strand den Weg ins Wasser nicht findet und somit zur leichten Beute von Raubtieren wird. Auswirkungen auf zahlreiche weitere nachtaktive Spezies wie beispielsweise Fledermäuse oder Frösche wurden beobachtet, in den meisten Fällen von vermuteter Beeinflussung besteht jedoch noch weiterer Forschungsbedarf.
Die Auswirkungen auf die Chronobiologie des menschlichen Organismus (wie auch auf  Tiere) sind ebenfalls noch nicht abschließend erforscht. Doch sind zunehmende Schlafstörungen unter den Stadtbewohnern sowie Störungen im Hormonhaushalt des Menschen (Tag-Nacht-Zyklus, Menstruationszyklus der Frau) bereits nachgewiesen beziehungsweise Gegenstand aktueller Forschung. Es kann angenommen werden, dass Lichtverschmutzung Auswirkungen auf den Melatoninhaushalt von Menschen und Tieren hat. Weitere physiologische Störungen sind nicht auszuschließen – so veröffentlichte beispielsweise eine israelische Forschergruppe im Jahr 2008 Daten, die einen Zusammenhang zwischen der Stärke nächtlicher Kunstbeleuchtung, gegen die sich Betroffene nicht ausreichend durch technische Verdunkelungseinrichtungen schützen, und dem Risiko von Brustkrebserkrankungen nahelegen. Postuliert wird auch ein Beitrag der verlängerten Helligkeit zur Akzeleration, beispielsweise dem verfrühten Einsetzen der Pubertät. Männliche Leuchtkäfer können in lichtverschmutzer Umgebung die leuchtenden Weibchen nicht mehr finden.

### Soziale und kulturelle Folgen „unnatürlicher“ Helligkeit

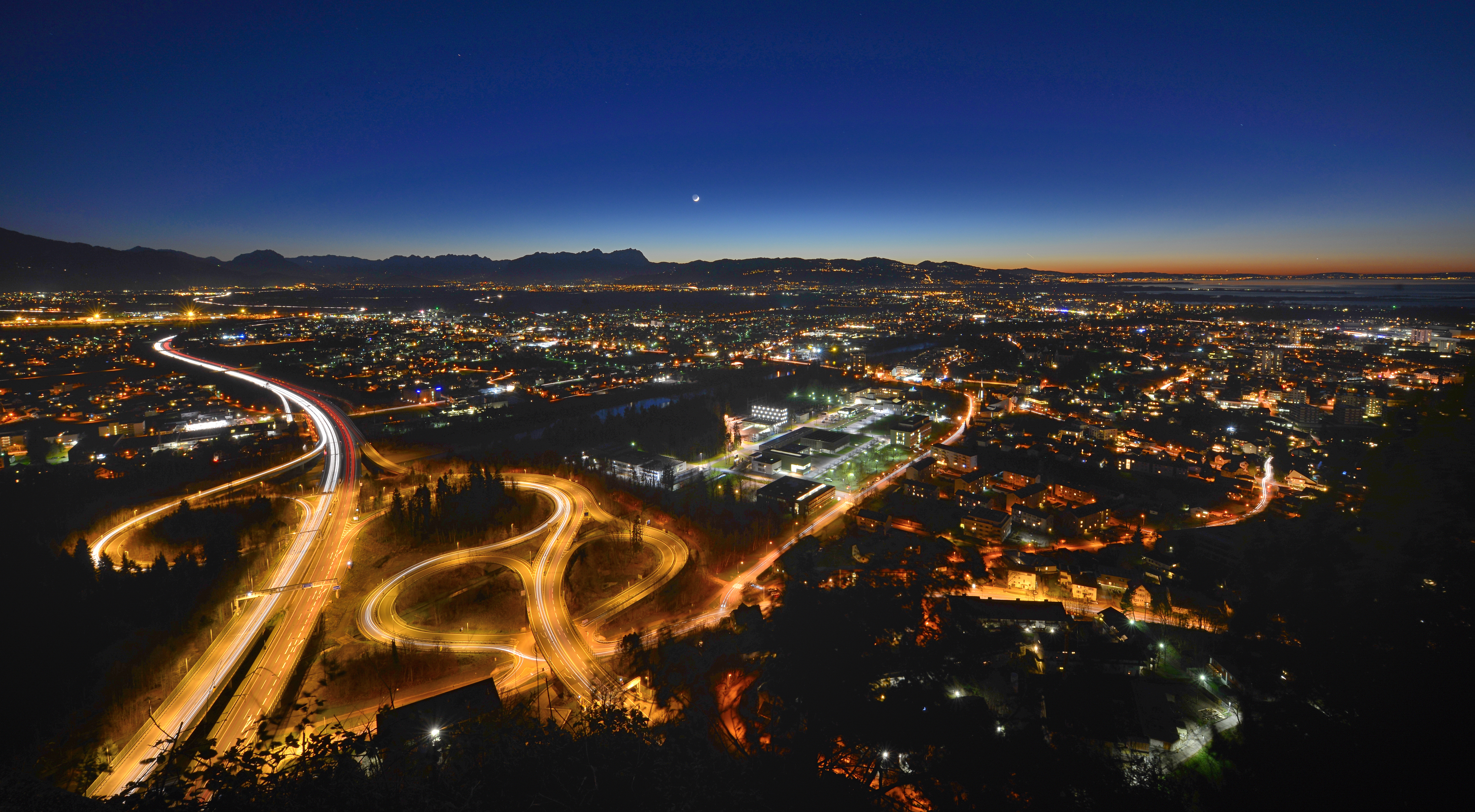
Verschmutzung mit Licht im Alpenrheintal

Im Zuge der Erfindung der künstlichen Beleuchtung hat sich bei vielen Menschen der Tag-Nacht-Rhythmus verschoben: Die Menschen waren früher fast ausschließlich tags aktiv und ruhten nachts. Durch die permanente Verfügbarkeit von Beleuchtung hat sich das verändert. Beispielsweise nehmen Fahrpläne keine Rücksicht darauf, ob der Zeitpunkt der Ankunft bzw. der Abfahrt auf einen terrestrischen Tag oder eine terrestrische Nacht fällt; maßgeblich ist bei ihnen die in der jeweiligen Zeitzone gültige Uhrzeit. Es ist umstritten, welche Auswirkungen die von ihm erwartete zeitliche Flexibilität, insbesondere das Tätigsein(müssen) bei künstlicher Beleuchtung, auf den Menschen hat (siehe auch: Subjektiver und sozialer Tag).
Auch die Wahrnehmung von Naturphänomenen, die nur bei weitgehender Dunkelheit zu sehen sind, obwohl ihre Sichtbarkeit bei Nacht noch für frühere Generationen selbstverständlich war, ist insbesondere in Großstädten und Ballungsräumen durch die künstliche Erhellung der Nacht stark eingeschränkt. Hierzu zählen zum Beispiel ein leuchtender Sternenhimmel, die Milchstraße, die unmittelbare Erfahrung der Planeten, Sternschnuppen, oder auch Glühwürmchen.
Dass solche Naturschauspiele für den ästhetischen Betrachter nicht mehr allgemein erfahrbar sind, gilt als Verlust von Naturschönem. Eine modernere Sichtweise ist folglich die, dass nächtliche Dunkelheit – im Sinne des englischen Heritage-Begriffes – ein Natur- wie auch Kulturgut ist (Natur-/Kulturerbe), das als Basis bedeutender menschheitsgeschichtlicher Erfahrungen und Kulturtechniken zumindest gebietsweise zu erhalten ist.
Zu diesen kulturellen Traditionen zählen insbesondere die Navigation und die Zeit- und Kalenderrechnung, aber auch ein reichhaltiger mythologischer Schatz. Eine konkretere Anwendung davon ist beispielsweise, das archäoastronomische Denkmale (historische Sternwarten und Steinsetzungen) neben Denkmalschutz auch eines Lichtschutzgebietes bedürfen, um als Zeitzeugnis lesbar zu bleiben: Die nächtliche Dunkelheit wird so zu einem Bestandteil des Denkmalbegriffs.

### Einschränkung der astronomischen Beobachtung und Forschung

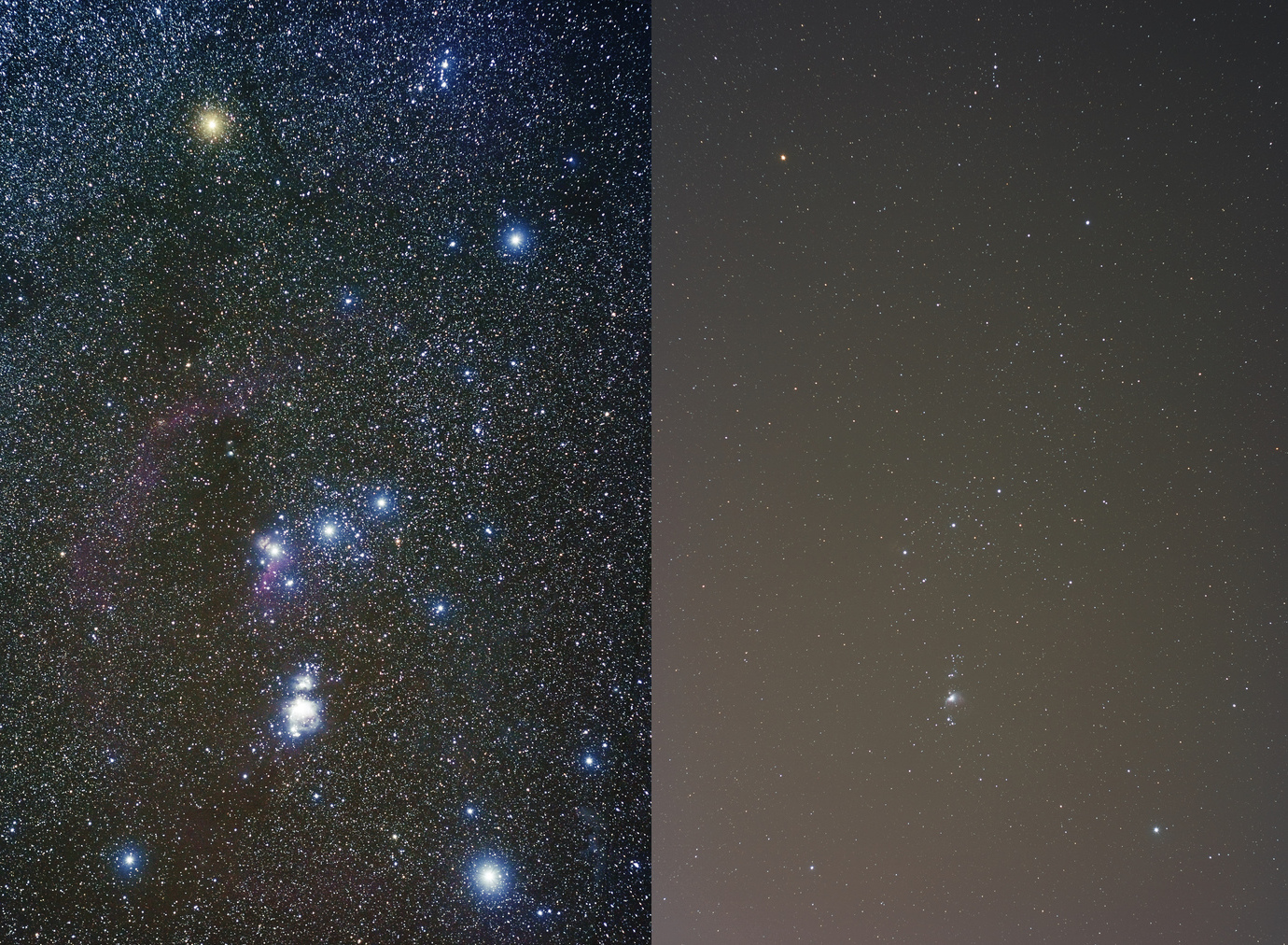
Das Sternbild Orion, aufgenommen unter dunklem (links) und lichtverschmutztem Himmel (rechts)

Das Fehlen eines wirklich dunklen Nachthimmels beeinträchtigt in besonderem Maße die astronomische Beobachtung und Forschung. Selbst bei scheinbar klarem Nachthimmel gibt es einen großen Anteil von Streulicht, der in der Astrofotografie bei längeren Belichtungszeiten deutlich zum Vorschein tritt. Durch die Entfernung des Falschlichts mit Hilfe einer Bildverarbeitung gehen in den Bildern zunehmend Details des Sternhimmels verloren. Die folgende Aufnahme im Bereich der Galaxie Messier 101 mit der scheinbaren Helligkeit von 7,5m mit allen Fixsternen bis zur 10. Größenklasse wurde in einer sternklaren Nacht in einer Großstadt mit einem lichtstarken Objektiv (Blendenzahl 1,2) bei einer Belichtungszeit von fünf Sekunden und bei einem Belichtungsindex von ISO 12800 in Zenitnähe aufgenommen:

Messier 101 im Streulicht
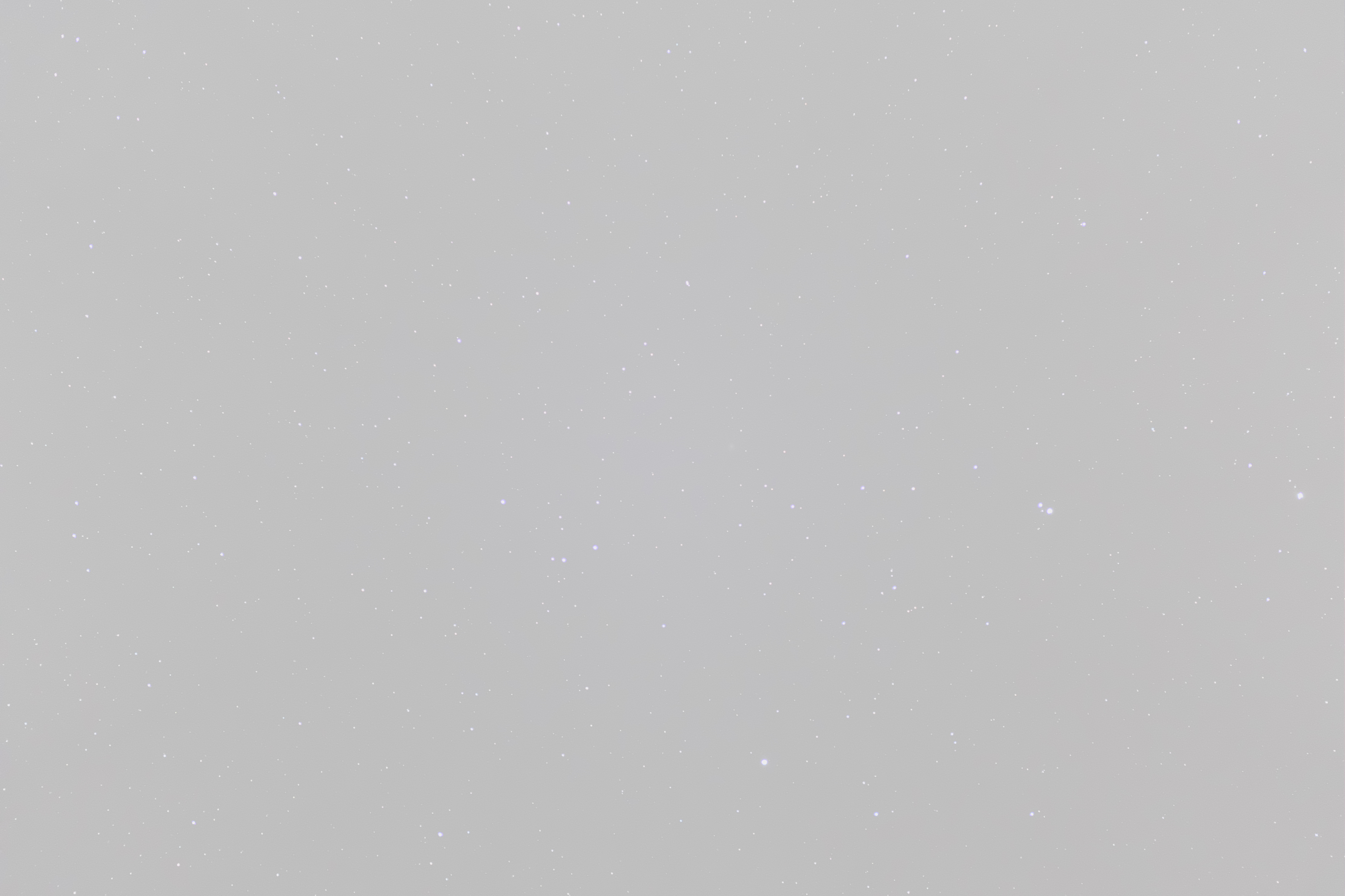
Originalaufnahme: unten am Bildrand in der Mitte Alkaid, rechts der Mitte der Doppelstern Mizar mit Alkor und rechts am Bildrand Alioth; die Galaxie Messier 101 ist ein kleiner diffuser Lichtfleck in der Bildmitte.
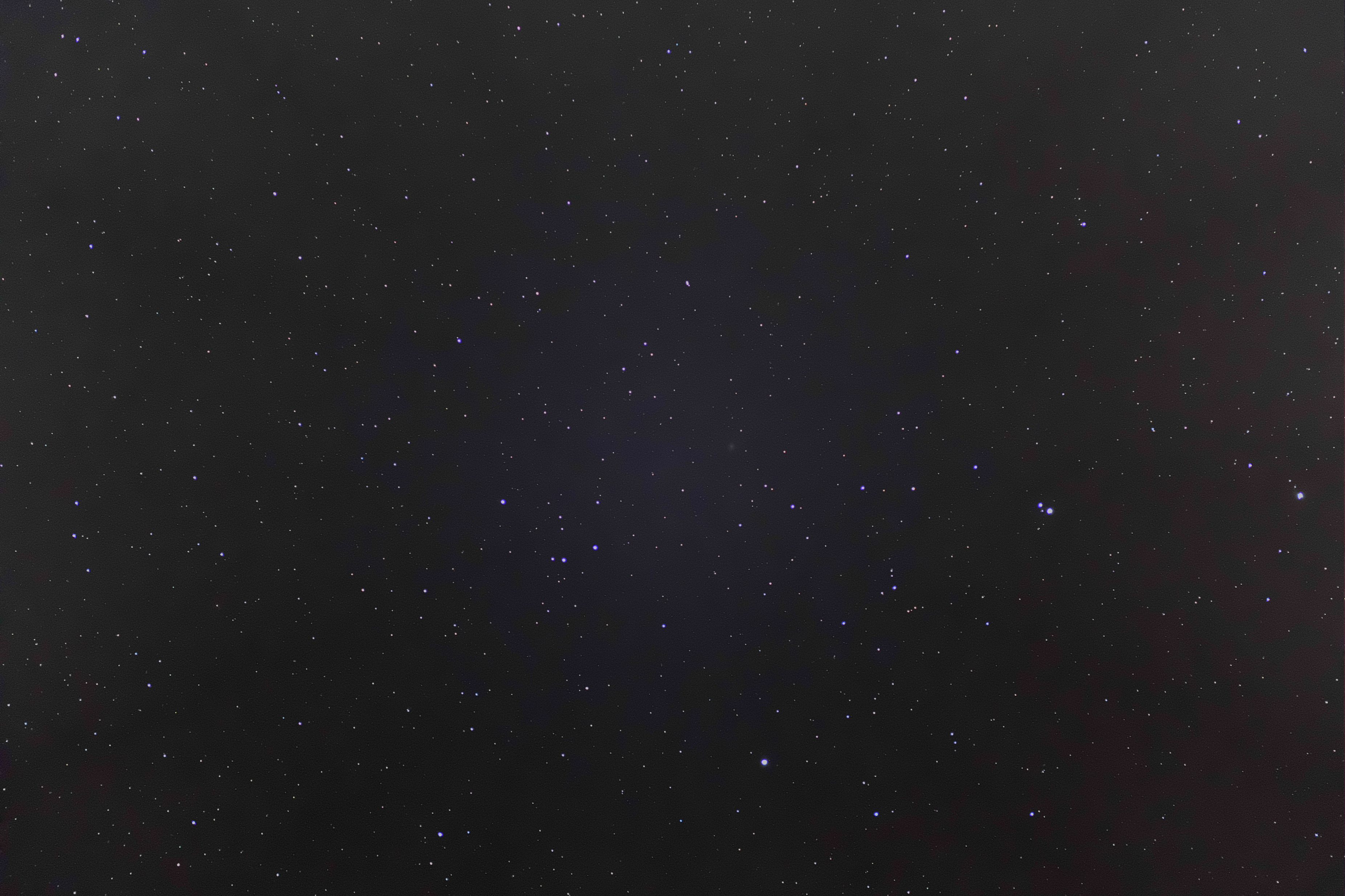
Schwarzwert korrigiert: der dunkelste im Bild auftretende Lichtpunkt wurde auf schwarz gesetzt, um das Streulicht abzuschwächen, das blaue Licht der Rayleigh-Streuung ist in der Bildmitte erkennbar.
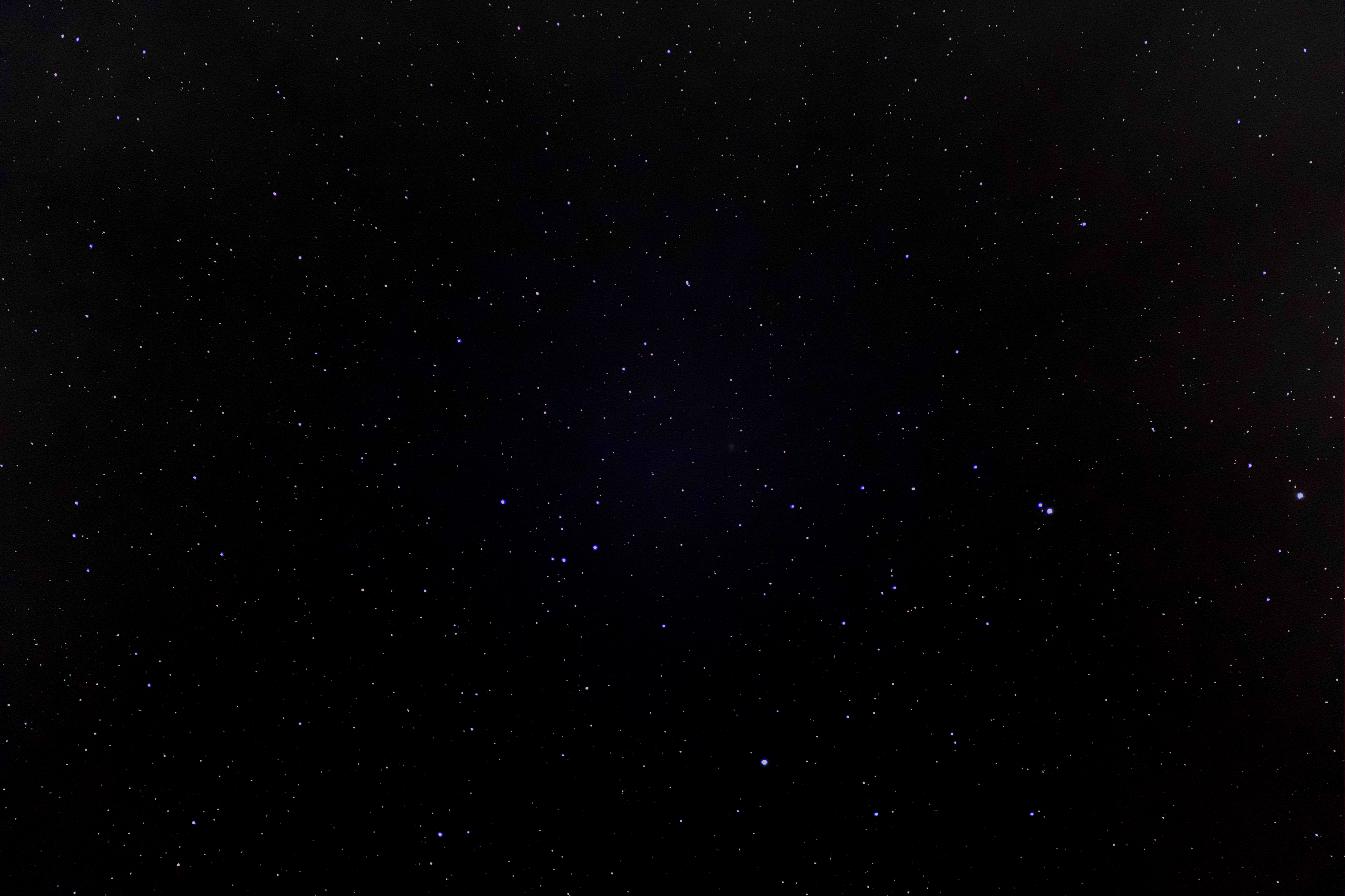
Streulicht halbiert: die dunklere Hälfte des Streulichts wurde auf schwarz gesetzt, das blaue Licht der Rayleigh-Streuung ist in der Bildmitte noch erkennbar.
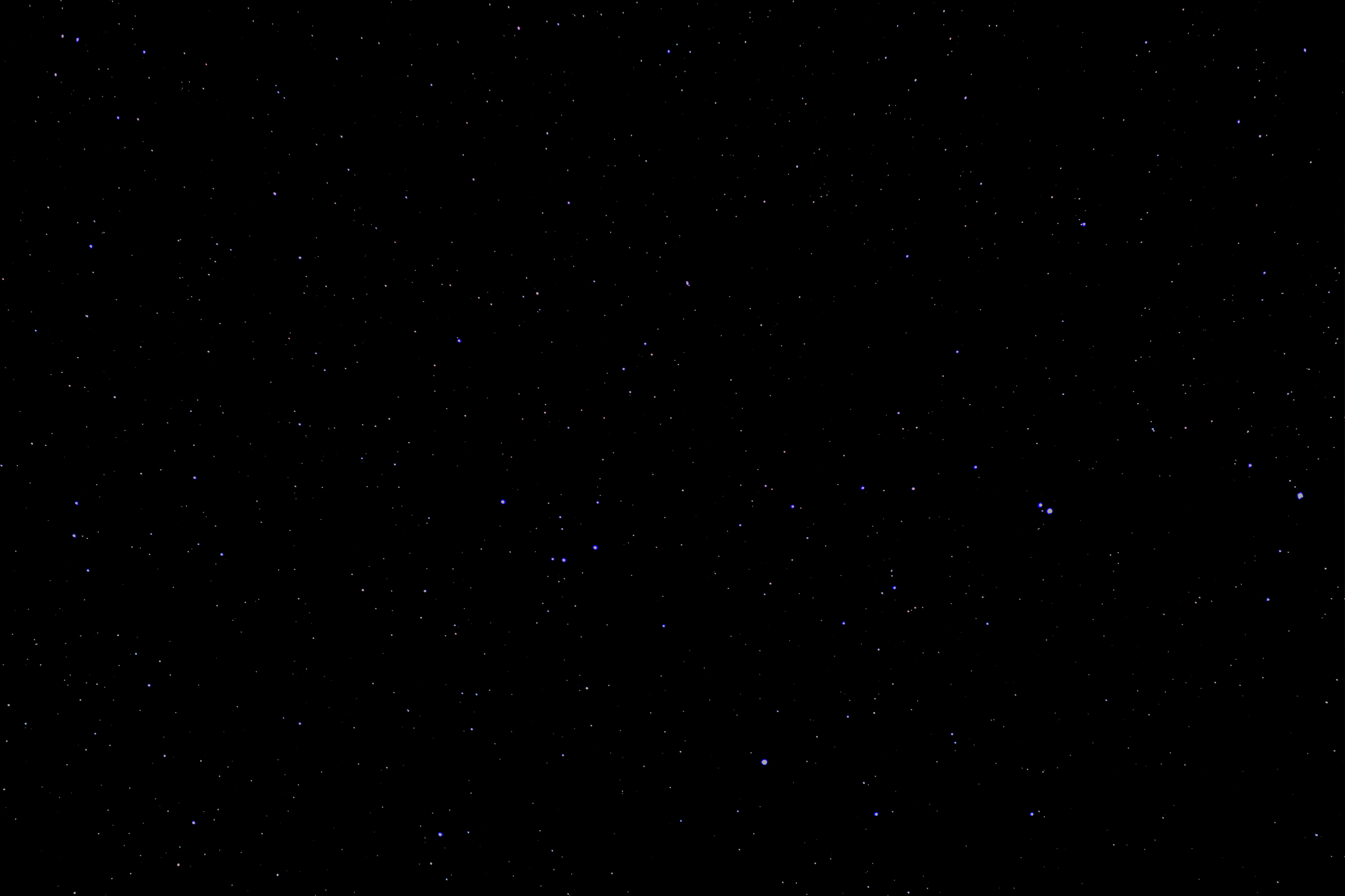
Streulicht vollständig eliminiert: das gesamte Streulicht wurde auf schwarz gesetzt, die lichtschwache und flächenhafte Galaxie Messier 101 ist jedoch ebenfalls nicht mehr sichtbar.

Über einer hell erleuchteten Stadt sind mit bloßem Auge in der Regel nur noch wenige sehr helle Sterne zu sehen. Ausgedehnte lichtschwächere Objekte wie die Milchstraße, die Große und die Kleine Magellansche Wolke, die Andromedagalaxie oder den berühmten Großen Orionnebel kennen viele Menschen nur noch aus der Erzählung. Details wie die Sternfarbe sind ebenfalls kaum mehr erfahrbar.
Die Zahl der mit bloßem Auge sichtbaren Sterne liegt zumeist bei nur noch 200 bis 500, in Innenstädten sogar nur bei einigen Dutzend, während sie früher generell – heute nur noch in sehr dunklen Gegenden – bei um die 6500 lag.
Sternwarten, die noch im letzten Jahrhundert in manchen Großstädten in Betrieb waren, mussten mittlerweile den wissenschaftlichen Betrieb einstellen oder an abgelegene Orte verlagert werden (bekanntes Beispiel: die Vatikanische Sternwarte). Hochleistungs-Großteleskope müssen mit enormem Aufwand in den abgelegensten Gebieten der Erde errichtet werden (wie in der Atacama-Wüste in Chile) – was aber neben Lichtverschmutzung auch den Einfluss natürlicher Einschränkungen (Luftfeuchte, Wind) minimiert.
Neben optischer Beeinträchtigung wird hier das Problem des Elektrosmogs (englisch radio-wave pollution) für die Radioastronomie ebenfalls zu einem immer größeren Problem.
Für die flächendeckende Internetversorgung auf der Erde via Satelliten sollen für das Projekt Starlink bis 2027 12.000 Himmelskörper in die Erdumlaufbahn gebracht werden. Astronomen kritisierten schon im April 2020 die starken Lichtreflexe der großen Sonnenzellen der vielen Körper. SpaceX kündigt an, an der Verringerung der Reflexe zu arbeiten.

### Unnötiger Energieverbrauch
Aktuell gibt es noch keine Untersuchungen darüber, wie viel Energie durch Lichtquellen und Gebäudebeleuchtung verbraucht wird. Für die USA wird geschätzt, dass bereits in den 1990er Jahren knapp eine Milliarde Dollar pro Jahr für die nächtliche Beleuchtung ausgegeben wurde.
Ein wie hoher Anteil der entsprechenden Ausgaben „unnötig“ ist, lässt sich jedoch nicht beziffern, da die Frage strittig ist, welche Beleuchtungsformen und -intensitäten „notwendig“ sind. 

## Problembewusstsein und Abhilfemöglichkeiten
Maßnahmen gegen die Lichtverschmutzung setzen voraus, dass Initiativen, die dem Motto: „Mehr Licht im öffentlichen Raum!“ folgen, durch Initiativen ersetzt werden, die davon ausgehen, dass vor jeder Installierung neuer Lichtquellen unter freiem Himmel im Sinne einer Technikfolgenabschätzung deren ökologischen Auswirkungen, nicht nur im Hinblick auf die Lichtverschmutzung, untersucht und mit den erhofften Vorteilen abgewogen werden müssen. So haben beispielsweise seit den 2000er Jahren viele Städte in Europa sogenannte Lichtmasterpläne erarbeitet, in denen u. a. die Inwertsetzung von Sehenswürdigkeiten der Stadt bei Nacht, vor allem durch deren Illuminierung, positiv bewertet wird. Ebenso tauchen an immer neuen Stellen in Städten Leuchtreklamen auf.
Ohne einen umfassenden Paradigmenwechsel im Sinn des Eingangssatzes zu diesem Abschnitt erscheint der Erfolg der im Folgenden genannten Maßnahmen fragwürdig. So entzündete sich 2012 im Stadtrat von Hannover ein Streit über die Legitimität städtischer Maßnahmen zur Eindämmung der Lichtverschmutzung. Mit der Begründung, die Stadt komme nicht mehr zur Dunkelheit und es gebe zu viele Lichtquellen, beantragten Sozialdemokraten und Grüne im Umweltausschuss der Stadt, die Verwaltung möge ein „Konzept für eine Reduktion der Lichtverschmutzung“ entwickeln. Ein CDU-Ratsherr empörte sich: „Das ist der dümmste Antrag, den ich je gelesen habe. Er zeigt die ideologische Regulierungswut von Rot-Grün.“ Ein Vertreter der FDP im Stadtrat äußerte: „Die flippen jetzt völlig aus. Die Sicherheit der Bürger wird aufs Spiel gesetzt.“ Der Geschäftsführer der City-Gemeinschaft, eines Zusammenschlusses des Einzelhandels: „Der politische Antrag hat das Potenzial zur Posse des Jahres. Eine Verdunkelung zu fordern ist weltfremd. Licht lockt Leute und steigert den Umsatz.“ Die Existenzängste von Einzelhändlern, nicht nur in Großstädten und nicht nur in Stadtzentren, haben durch die starke Zunahme des Internethandels seit 2012 deutschlandweit zugenommen.
Politiker, die sich für Lichtemissionen im öffentlichen Raum verantwortlich fühlen, zeigen sich zusehends für Initiativen zur Vermeidung von Lichtverschmutzung aufgeschlossen. Sie zeigen aber auch Zielkonflikte auf: „Insgesamt hat vor allem im Bereich der öffentlichen Beleuchtungseinrichtungen in den vergangenen Jahren bereits ein Umdenken hin zu energiesparenden und umweltfreundlichen Beleuchtungskonzepten stattgefunden“, stellte 2018 das bayerische Umweltministerium fest. Allerdings seien künstliche Lichtquellen notwendiger Bestandteil der Infrastruktur, vom Straßenverkehr bis hin zur Beleuchtung aus Sicherheitsgründen. Aufstellung und Betrieb von Beleuchtungsanlagen müssten dennoch im Einklang mit gesetzlichen Anforderungen vor allem aus den Bereichen Immissionsschutz, Bau, Verkehr und Naturschutz stehen.
Die Verantwortlichen für den Sternenpark Rhön bilanzierten 2018: „Die Lichtverschmutzung hat sich im öffentlichen Raum verringert. Die Kommunen rüsten ihre Straßen- und Gebäudebeleuchtung zunehmend umweltverträglich um.“ Schwierig sei es aber nach wie vor, aus dem Ruder laufende grelle Beleuchtungen auf Gewerbe- und Privatflächen in den Griff zu bekommen. Wahrscheinlich können nur die schlimmsten der uneinsichtigen „Lichtsünder“ durch die staatliche Exekutive bestraft werden.
Nicht nur astronomische Fachtagungen befassen sich mit dem Problemkreis, sondern auch die Amateurastronomie, etwa 2019 die ÖTA'19 in Salzburg. Hier wurde u. a. festgestellt, dass zwar diverse Richtlinien für Geschäfts- und Straßenbeleuchtung existieren, aber den Lokalpolitikern und durchführenden Firmen oft unbekannt sind.
2019 gründete sich die ehrenamtliche Initiative „Paten der Nacht“, die Hilfestellung und Beratung zu dem Thema Lichtverschmutzung anbietet. Um auf das Problem aufmerksam zu machen, wurde durch die Initiative die Earth Night ins Leben gerufen, wofür sie mit dem Umweltpreis 2021 der Bayerischen Landesstiftung ausgezeichnet wurde.

### Konkrete technische Maßnahmen

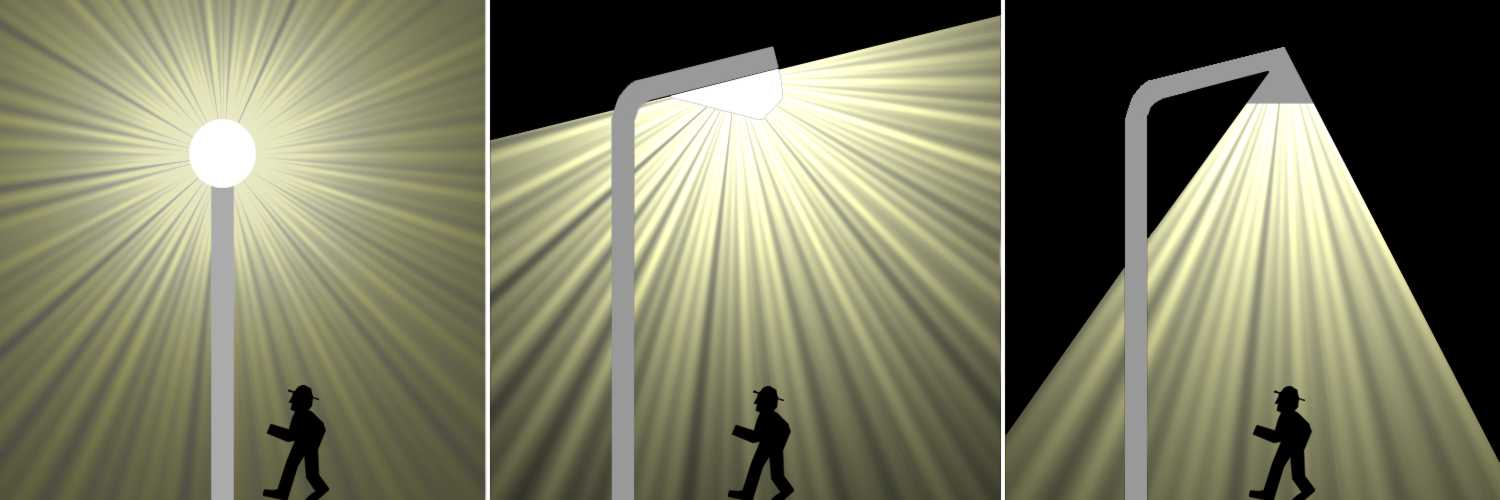
Verschiedene Lichtradien bei Straßenbeleuchtung: Die Variante rechts beschreibt zielgerichtete Beleuchtung, ohne zugleich nennenswerte Einschränkungen hinnehmen zu müssen.

UNESCO, IAU (Internationale Astronomische Union) und CIE (Internationale Beleuchtungskommission) haben schon 2007 ein umfangreiches Maßnahmenprogramm zur Vermeidung von Lichtverschmutzung erstellt, der unter dem Paradigma intelligente Beleuchtung steht. Der Katalog bezieht sich auf Beleuchtung des öffentlichen Raumes ebenso wie Privatbeleuchtung, und umfasst:
- begrenzte und angepasste Beleuchtungszeiten der Außenbeleuchtungen, wie auch der Werbung oder der Dekorationsbeleuchtung (Starlight Saving Time,[55] zu Nachtzeiten nur während hohen bis mittleren Verkehrsaufkommens, also primär den beginnenden Nachtstunden)
- Reduzierung unnötiger Beleuchtung (sowohl zu intensiver, wie auch zu wenig zielgerichteter)
- gerichtetere Beleuchtung (von oben anstatt von unten oder gegen den Horizont)
- Abschirmung von Lichtquellen, um eine Abstrahlung nach oben und zu den Seiten zu verhindern
- völliger Verzicht auf dezidiert nur nach oben strahlende Leuchtkörper (etwa Skybeamer, Laser-Flutlichteffekte, Bodenleuchten)

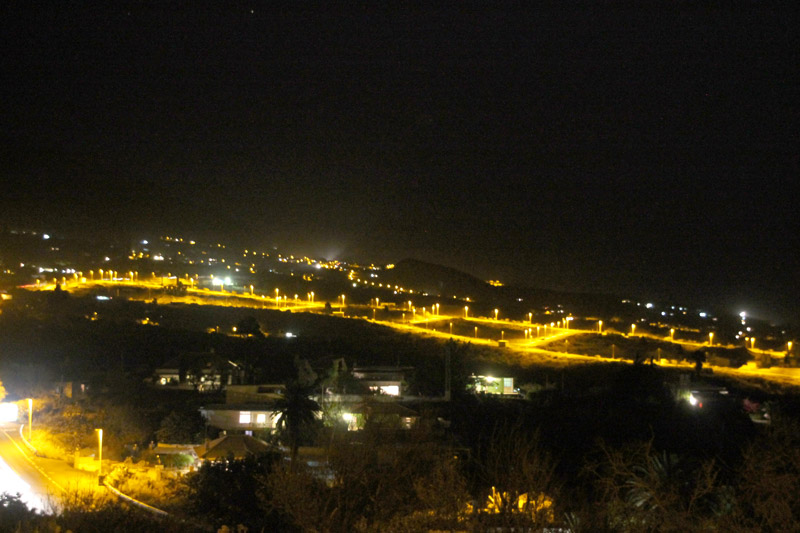
Beleuchtungssituation auf La Palma nach Wechsel auf nach unten strahlende orangefarbene Straßenlampen

Hier wurde der Begriff der Upward Light Ratio (ULR, aufwärtsgerichteter Lichtanteil) eingeführt. Dort, wo gezielt Lichtschutzmaßnahmen getroffen werden, sollte diese geräteseitig 0 sein, und im Betrieb gemessen (einschließlich Reflexionen) über der Horizontalebene von unter 0,5 cd/klm (Lichtstärke je Quell-Lichtstrom). Empfohlene Richtkennungen für Leuchtmittel sind Full Cut-off (FCO) oder CIE G6. Mit Empfehlungen wie Guide to the lighting of urban areas (CIE-136-2000) oder Guide on the limitation of the effects of obtrusive light from outdoor lighting installations (CIE 150–2003) stehen heute auch moderne technisch orientierte Richtlinien zu Lichtschutz zur Verfügung. Auch älteres Regelwerk wird dahingehend neu überarbeitet.
Ferner ist es günstig, Lichtquellen zu verwenden, die bei möglichst langen Lichtwellenlängen mit rötlichem Licht strahlen, da die durch die Rayleigh-Streuung an den Luftmolekülen in der Erdatmosphäre abgelenkten Lichtteilchen umso stärker zurückgestreut werden, je kürzer und somit je blauer die Lichtwellenlänge ist.
Straßenbeleuchtung wird beispielsweise verändert, indem Dimmer eingesetzt und die bisher verwendeten Hochdruck-Quecksilberdampf- durch Natriumdampflampen ersetzt werden oder Leuchtdiodentechnologie eingesetzt wird. Durch solche Umstellungen konnte beispielsweise in der Augsburger Innenstadt der Stromverbrauch um 20 Prozent gesenkt werden. Allerdings hat das Lichtspektrum von Leuchtdioden, die für Beleuchtungszwecke eingesetzt werden, einen sehr hohen Blauanteil, der sich aufgrund der Rayleigh-Streuung besonders stark in der Atmosphäre verteilt. Daher ist es zum Lichtschutz erforderlich, spezielle Leuchtdioden mit hohem Orangeanteil zu verwenden.
Getestet wird die Einschaltung der Straßenbeleuchtung über Bewegungsmelder im Bedarfsfall. Dadurch werden nur diejenigen Straßenabschnitte erhellt, in denen es situationsbedingt einen Bedarf an Helligkeit gibt.
Da eine Reduzierung der Beleuchtung ohne begleitende Maßnahmen zu weniger Verkehrssicherheit führt, müsste es bei fehlender oder unzulänglicher nächtlicher Beleuchtung zum Schutz von Fußgängern spezielle Regelungen für die terrestrische Nacht geben. Lichtschutzzonen können von Behörden eingerichtet werden, in denen der Einsatz von Fernlicht durch Kraftfahrer verboten ist, zumal Fernlicht über viele Kilometer große Helligkeit erzeugen kann. Zugleich wird in Lichtschutzzonen die zulässige Geschwindigkeit auf 50 km/h beschränkt.
In den Innenstädten von Villingen und Schwenningen darf seit 2018 an lebenden Bäumen keine Weihnachtsbeleuchtung mehr angebracht werden, damit ohnehin gestressten Bäumen das Überleben erleichtert wird.

### Internationale Programme und Lichtschutz-Gesetzgebung

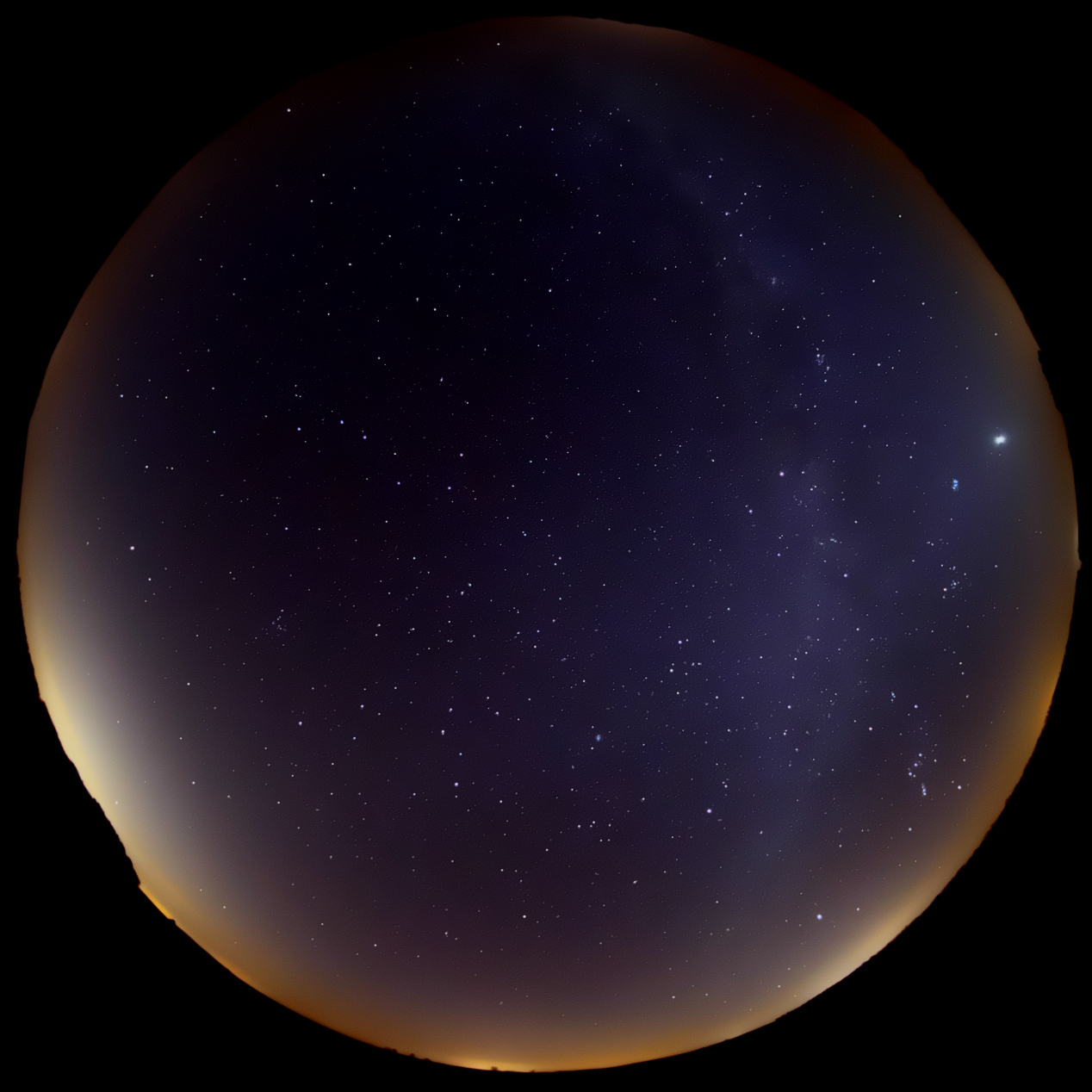
Hemisphärischer abendlicher Frühlingsnachthimmel mit der Milchstraße (in der rechten Bildhälfte) im Internationalen Sternenpark Westhavelland bei zwar wolkenlosem, aber leicht dunstigem Himmel während der astronomischen Dämmerung ohne Mondlicht. Rings herum ist am Horizont die in der Troposphäre durch Streulicht hervorgerufene Lichtverschmutzung der umliegenden Ortschaften zu sehen, im Osten (links) die Lichtglocke vom 50 bis 90 Kilometer entfernten Berlin.

Lichtschutzzonen werden im Sinne eines Vertragsnaturschutzes schon immer um Standorte von Groß-Observatorien eingerichtet, damit dort ungestört beobachtende Astronomie betrieben werden kann (die erste Regelungen dieser Art war zum Schutz des städtischen Observatoriums im Jahr 1958 in Flagstaff/Arizona).
Seit 1999 existieren ausgewiesene Lichtschutzgebiete (englisch dark sky places) in Kanada und bald darauf auch den USA, 2009 wurden die ersten in Europa ausgewiesen. Schon 2007 veröffentlichten UNESCO, UNWTO, IAU und andere internationale Organisationen auf einer Konferenz in La Palma 2007 die Declaration in Defence of the Night Sky and the Right to Starlight (La Palma Declaration; Initiative Starlight 2007). Dort wurde auch das Konzept eines UNESCO-Starlight Reserves erarbeitet. Im Zuge des International Year of Astronomy 2009 (IYA2009) wurde auch die Initiative Dark Skies Awareness begonnen, als Netzwerk und Öffentlichkeitsarbeitsplattform in Bezug auf die Problematik. Ebenfalls seit 2009 beschäftigt sich die IUCN Dark Skies Advisory Group (DSAG), eine Arbeitsgruppe der International Union for Conservation of Nature and Natural Resources (IUCN), mit der Ausweisung und Klassifizierung von Lichtschutzgebieten sowie mit den Kriterien dafür. Bei der DSAG sind derzeit über 50 Gebiete registriert. Dadurch kann Lichtschutz auch in die Verordnungen und Managementpläne zu Schutzgebieten mitaufgenommen werden.
In einigen Staaten wurden inzwischen auch explizite Gesetze eingeführt, um die Lichtverschmutzung in den Griff zu bekommen:
- das erste Gesetz weltweit war 1988 das spanische Ley del Cielo[66]
- Chile hat 1999 Gesetze erlassen (Norma de la Contaminación Lumínica), um die Lichtverschmutzung in den nördlichen Zonen zu begrenzen und so das Land als Standort für die Observatorien zu erhalten (ESO, CTIO-NOAO, u. a. m.). Zuständig ist das Oficina de Protección de la Calidad del Cielo del Norte de Chile (OPCC)[67]
- Die Region Lombardei verfasst 2000 ein Lichtschutzgesetz (L.R. della Lombardia 17/00), inzwischen haben die meisten Provinzen Italiens relativ strenge Vorschriften[68]
- Tschechien war der Vorreiter in der nationalen Gesetzgebung zu Lichtverschmutzung, setzte seine 2002 geschaffenen strengen Vorlagen bisher aber nur teilweise um (ein erstes Schutzgebiet wurde erst 2009 grenzübergreifend mit Polen errichtet).[69]
- Slowenien hat seit dem 30. August 2007 ein Anti-Lichtverschmutzungsgesetz (Verordnung über die Grenzwerte der Lichtverschmutzung, U.l. RS 81/2007).[70][71][72]
- In Bayern gilt seit 1. August 2019 ein Verbot von Himmelsstrahlern (Bayerisches Naturschutzgesetz). Außerdem wurde die Beleuchtung von Fassaden baulicher Anlagen der öffentlichen Hand zwischen 23 Uhr und der Morgendämmerung verboten (Bayerisches Immissionsschutzgesetz).[73]
- In Österreich gilt die ÖNORM O 1052 „Lichtimmissionen – Messung und Beurteilung“, die die Grenzwerte rechtsverbindlich regelt.
- In der Schweiz haben einzelne Kantone gesetzliche Regelungen eingeführt, wie etwa der Kanton Aargau im Jahr 2007. Jedoch mangelt es noch an der korrekten Umsetzung der Vorschriften, wie z. B. beim aargauischen Schloss Lenzburg.[74]

In den Deutschen Bundestag wurde 2007 eine von 7828 Mitzeichnern unterstützte öffentliche Petition zur Lichtverschmutzung eingebracht. Eine Mehrheit, bestehend aus Politikern der CDU/CSU, der SPD und der Linken stimmte dagegen, den gesetzlichen Rahmen zur Vermeidung von Lichtverschmutzung anzupassen.
Um auf den verschwenderischen Umgang mit nächtlichem Kunstlicht mitsamt den damit verbundenen negativen Folgen für Umwelt, Mensch und Natur durch Lichtverschmutzung aufmerksam zu machen, wurde im Juli 2020 die Earth Night als weltweit ausgerichtete Aktion ins Leben gerufen. Ziel ist es, wenigstens eine annähernd natürlich dunkle Nacht pro Jahr zu erreichen, indem die Menschen ab 22 Uhr (Ortszeit) bis zur Morgendämmerung Licht reduzieren oder abschalten. Initiator der Aktion ist die bundesweit tätige, ehrenamtliche Vereinigung Paten der Nacht.

### Regionale und lokale Programme
Vor allem auf einigen regionalen Ebenen laufen derzeit Anstrengungen zur Eindämmung der Lichtverschmutzung:
Auf der kanarischen Insel La Palma, UNESCO-Biosphärenreservat, wurden aufgrund des Lichtschutzgesetzes Straßenlaternen verändert und die Beleuchtungszeiten gesetzlich geregelt. In den Höhenlagen des dortigen Roque de los Muchachos ist – auch wegen des dort angesiedelten Observatoriums (Europäische Nordsternwarte) – die Benutzung des Fernlichts untersagt.
Tschechien war der erste Staat, der um 2010 ein Gesetz zur Dämpfung von Straßenbeleuchtungen erließ. Eine Zusammenfassung der Auswirkungen wurde indes noch nicht erarbeitet.
Ein Netzwerk von Umweltfachstellen in der Zentralschweiz stellte 2008 die Forderung auf, dass jede Beleuchtungseinrichtung im Hinblick auf die Kriterien Notwendigkeit, Abschirmung (Strahlung nur in erwünschte Richtungen), Richtung von oben nach unten, Beleuchtungsstärke und Art des Lichts sowie zeitliche Begrenzung untersucht werden müsse und dass nur Einrichtungen, die alle geforderten Eigenschaften aufwiesen, genehmigt werden dürften.
In Österreich gibt es seit den frühen 2000ern das Projekt Die Helle Not, das von Land (Tirol), Bund (Lebensministerium) und Europäischer Union unterstützt wird und 2005 den CIPRA-Wettbewerb Zukunft in den Alpen gewann. In Kürze steht die Anerkennung dreier weiterer Sternenparks bevor, nämlich das Wildnisgebiet Dürrenstein  (IUCN-Ia-Gebiet im Nationalpark Kalkalpen), das Lichtschutzgebiet im Naturpark Attersee-Traunsee und die „Sternenlicht-Oase“ Großmugl in Niederösterreich.
Deutschlandweit gilt Augsburg als „Modellstadt für umweltfreundliche Beleuchtung“.

Auch in Düsseldorf wurde eine Initiative gegen gewerbliche Lichtverschmutzung und eine Aktion für mehr Anerkennung der Umweltverschmutzung durch Licht gegründet. Die Lichtwache.org agiert durch nächtliche Kontrollgänge mit anschließender Aufklärung der Beschäftigten und Eigentümer.
In drei deutschen Bundesländern gibt es Initiativen zu größeren Lichtschutzgebieten. So wurde 2014 das Biosphärenreservat Rhön durch die International Dark-Sky Association als zweites Gebiet nach dem Sternenpark Westhavelland als Sternenpark ausgezeichnet, was nur Gebieten zuteilwird, die eine natürliche Nachtlandschaft aufweisen.
Am 27. April 2018 wurde der Winklmoos-Alm von der International Dark-Sky Association das Zertifikat International Dark-Sky Park ausgestellt, es handelt sich somit um den ersten Sternenpark in den Alpen.
Am 5. April 2019 wurde der Nationalpark Eifel von der International Dark-Sky Association als Sternenpark anerkannt.
Im Rahmen der IUCN-Schutzgebietseinstufung gibt es auch die Kategorie Dark Sky Community (‚Lichtschutz-Gemeinde‘), dort sind erst wenige Gemeinden registriert, doch soll eine engere Verbindung mit der lokalen Agenda 21, dem Nachhaltigkeitsprogramm der UNO, oder Europa-Programmen wie Energieeffiziente Gemeinde/Energiestadt/European Energy Award erfolgen.
In Deutschland gibt es seit September 2019 die bundesweit agierende Initiative paten-der-nacht.de zur großflächigen Aufklärung zum Thema Lichtverschmutzung mitsamt Lösungsvorschlägen. Mithilfe ehrenamtlicher Teammitglieder werden symbolisch Patenschaften für die Nacht für Gewerbetreibende, Gemeinden, Vereine usw. vergeben, sofern diese ihr Außen-/Werbelicht nach den Empfehlungen der Paten der Nacht verbessern oder mit ihrem Außen-/Werbelicht bereits gut oder gar vorbildlich umgehen.
Um auf das Thema aufmerksam zu machen, wurde die Lichtverschmutzung vom Fachverband für Strahlenschutz als „Strahlung des Jahres 2024“ benannt.

## Messung und Einteilung
Im Gegensatz zu Seeing-Skalen erfolgt die Bestimmung des Grades der Lichtverschmutzung vorwiegend ohne optische Hilfsmittel. Neben einigen einfachen Methoden zur Einordnung, wie das Auszählen von Sternen einer bestimmten Himmelsregion, gibt es auch anerkannte Skalen. Am meisten verbreitet ist die im Februar 2001 veröffentlichte Bortle-Skala nach John E. Bortle.
Das Konzept der UNESCO-Starlight Reserves empfiehlt für die Kernzone von Schutzgebieten das Vollmond-Kriterium (< 0,27 lux), das heißt, die künstliche nächtliche Beleuchtung bleibt zumindest unterhalb der maximalen natürlichen.

### Satellitengestützte Beobachtungen
Zur großflächigen Erfassung der Lichtverschmutzung werden auch nächtliche Satellitenaufnahmen der Erde ausgewertet. Diese liefern wichtige Rohdaten über die Anzahl und Intensität künstlicher Lichtquellen. Die gemessenen Werte werden anschließend in physikalische Modelle eingespeist, die die Streuung des Lichts durch Luftmoleküle und Aerosole berücksichtigen.
Basierend auf diesen Daten wurden globale Karten der künstlichen Himmelsaufhellung erstellt, die zeigen, wie stark der Nachthimmel weltweit von künstlichem Licht beeinflusst wird.
Satellitenbasierte Messungen haben den Vorteil, große geografische Flächen systematisch und regelmäßig zu erfassen. Allerdings messen sie primär das nach oben abgestrahlte Licht und erfassen nicht direkt das zum Erdboden gestreute Licht, das für die tatsächliche Helligkeit des Nachthimmels aus Sicht eines Beobachters entscheidend ist. Daher sind bodengebundene Messungen eine wichtige Ergänzung, um die Auswirkungen der Lichtverschmutzung auf lokale Ökosysteme und die Sichtbarkeit des Sternenhimmels realistisch zu beurteilen.

### Bodenbasierte Überwachung
Eine Möglichkeit, die Himmelshelligkeit direkt zu messen, bietet das Sky Quality Meter (SQM) der Firma Unihedron. Dieses misst die Helligkeit des Himmelshintergrundes in Magnituden pro Quadrat-Bogensekunde. Dabei gilt, dass je höher der Wert, umso geringer ist die Lichtverschmutzung. Eine Beurteilung der Durchsicht ist damit nicht möglich.
Zusätzlich zu satellitengestützten Beobachtungen sind bodengebundene Netzwerke von Photometern (wie SQMs) ein unverzichtbares Instrument zur kontinuierlichen Überwachung der Lichtverschmutzung. Nationale Messnetzwerke wurden in mehreren Ländern aufgebaut. In Österreich betreibt die Landesregierung Oberösterreich ein dichtes Messnetz, das sowohl astronomische als auch umweltwissenschaftliche Fragestellungen unterstützt. In Spanien wurde ein regionales Messnetzwerk zur Überwachung der Himmelshelligkeit aufgebaut, das 14 SQMs umfasst und von der meteorologischen Behörde MeteoGalicia betrieben wird. Auch in Italien werden mit SQMs sowohl urbane als auch geschützte Gebiete überwacht. In den Niederlanden wird ein nationales Überwachungsprogramm betrieben, das langfristige Veränderungen der Himmelshelligkeit dokumentiert.
Eine Analyse von mehr als einem Jahrzehnt an SQM-Daten von 26 Standorten in Europa – darunter Metropolen wie Stockholm, Berlin und Wien – ergab durchschnittliche jährliche Zunahmen der Himmelsaufhellung um 1,7 % in ländlichen Gebieten, 1,8 % in urbanen Regionen und 3,7 % in Übergangsbereichen.
Bodengebundene Studien haben auch gezeigt, dass hohe Werte künstlicher nächtlicher Beleuchtung die natürliche zirkalunare Helligkeitsschwankung des Nachthimmels nahezu vollständig unterdrücken können. In städtischen Gebieten, in denen die Himmelshelligkeit unter 16,5 mag/arcsec² fällt, ist die Helligkeitsvariation durch den Mond kaum mehr nachweisbar, was potenziell Auswirkungen auf Lebewesen hat, die auf Mondlicht für ihr Verhalten oder ihre Orientierung angewiesen sind.
Bodengebundene Messnetzwerke liefern kontinuierliche und zeitlich hochaufgelöste Daten unter verschiedensten Wetterbedingungen und bieten eine entscheidende Ergänzung zu Satellitenmessungen – insbesondere für die Bewertung lokaler Beleuchtungsstrategien und deren ökologische Auswirkungen.

### Bewertung anhand der Bortle-Skala
Die Ergebnisse von SQM Messungen lassen sich über eine Vergleichstabelle in Bortle angeben. Die Messungen sind von der International Dark-Sky Association anerkannt und können zur Beurteilung und Bewerbung für verschiedene Zertifikate herangezogen werden.
| SQM   | Bortle | |
| ----- | ------ | --- |
| 21.85 | 1      | Ausgezeichneter Nachthimmel |
| 21.6  | 2      | Typischer dunkler Nachthimmel – natürlicher Himmelshintergrund, Milchstraße bis Horizont sichtbar, Wolken schwarz                              |
| 21.4  | 3      | ländlicher Nachthimmel – Zodiakallicht (im Frühjahr abends, im Herbst morgens) gut sichtbar, Milchstraße, Wolken über Städten am Horizont hell |
| 20.9  | 4      | Übergang Nachthimmel zu Vorstadthimmel – Milchstraße sichtbar mit geringem Kontrast, Wolken im Zenit hell                                      |
| 19.8  | 5      | Vorstadthimmel – Milchstraße im Zenit schwach erkennbar                                                                                        |
| 18.8  | 6      | Heller Vorstadthimmel – wenige Sterne, Himmel stark aufgehellt, Milchstraße nicht mehr sichtbar                                                |
| 18.3  | 7      | Übergang zum Stadthimmel – wenig Sterne, Himmel noch stärker aufgehellt. Hausdächer deutlich dunkler als Nachthimmel                           |
| 18.0  | 8      | Stadthimmel – nur die hellsten Sterne sichtbar, durchgängige Aufhellung des Nachthimmels                                                       |

### Allgemein
- FLL, Fachbericht Licht im Freiraum – Grundlagen einer koordinierten Lichtplanung im Freiraum. Erwähnung finden technische, ästhetische, naturwissenschaftliche und rechtliche Aspekte (u. a. Berücksichtigung des Umwelt- und Naturschutzes). 1. Ausgabe 2007 DIN A4 Broschüre, 119 Seiten ISBN 978-3-940122-05-6.
- P. Cinzano, F. Falchi, C. Elvidge: The first world atlas of the artificial night sky brightness. In: Monthly Notices of the Royal Astronomical Society, Band 328, 2001, S. 689–707. bibcode:2001MNRAS.328..689C. doi:10.1046/j.1365-8711.2001.04882.x.
- Franz Hölker et al.: The Dark Side of Light: A Transdisciplinary Research Agenda for Light Pollution Policy. In: Ecology and Society. Band 15, Nr. 4, 2010, Volltext (PDF; 699 kB).
- Madeleine Klein: Lichtverschmutzung – Eine neue Umweltproblematik. (PDF; 1,8 MB), Ludwigsburg 2004.
- Josiane Meier, Ute Hasenöhrl, Katharina Krause und Merle Pottharst (Hrsg.): Urban Lighting, Light Pollution and Society. Routledge, 2014, ISBN 978-1-138-81397-7.
- Josiane Meier: Schmutziges Licht – Die Abschaffung der Nacht, in: Blätter für deutsche und internationale Politik, 1/2016, S. 112–120.
- B. Mizon: Light Pollution – Responses and Remedies. Springer-Verlag, 2001, ISBN 1-85233-497-5.
- David Owen: Our Far-flung Correspondents. The Dark Side. Making war on light pollution. In: The New Yorker. 20. August 2007 (online).
- Thomas Posch, Anja Freyhoff, Thomas Uhlmann (Hrsg.): Das Ende der Nacht – Die globale Lichtverschmutzung und ihre Folgen. 1. Auflage. Wiley-VCH, Weinheim 2010, ISBN 978-3-527-40946-4 (eingeschränkte Vorschau in der Google-Buchsuche).
- Mathias R. Schmidt, Tanja-Gabriele Schmidt: Rettet die Nacht!: Die unterschätzte Kraft der Dunkelheit – Die Folgen der Lichtverschmutzung für Mensch und Natur. Riemann-Verlag, München 2016, ISBN 3-570-50199-X.
- C. Schröter-Schlaack,  unter Mitarbeit von N. Schulte-Römer und C. Revermann: Lichtverschmutzung – Ausmaß, gesellschaftliche und ökologische Auswirkungen sowie Handlungsansätze. TAB-Bericht Nr. 186. Berlin:  Büro für Technikfolgen-Abschätzung beim Deutschen Bundestag (TAB), 2020 , Volltext (PDF; 4,5 MB) sowie TAB-Fokus Nr. 25: Lichtverschmutzung – Ausmaß, Auswirkungen und Handlungsansätze, Volltext (PDF; 3,3 MB).
- H. E. Schwarz: Light Pollution: The Global View. Kluwer Academic Publishers, 2003, ISBN 1-4020-1174-1.
- Der Tod der Nacht. In: Der Spiegel. Nr. 7, 2009 (online).

### Astronomie
- Johannes Andersen: Astronomy and the Degrading Environment. In: Science. Band 288, Nr. 5465, 2000, S. 443–445, doi:10.1126/science.288.5465.443
- Sabine Frank: Hüterin der Nacht -- Lichtverschmutzung schadet allen. Spektrum der Wissenschaft, 3. Oktober 2019.

### Biologie
- B. Steck: Zur Einwirkung von Außenbeleuchtungsanlagen auf nachtaktive Insekten. LiTG Publikation, Deutsche Lichttechnische Gesellschaft, 1997, ISBN 3-927787-15-9.
- Martin Held, Franz Hölker, Beate Jessel (Hrsg.): Schutz der Nacht. Lichtverschmutzung, Biodiversität und Nachtlandschaft. Grundlagen, Folgen, Handlungsansätze, Beispiele guter Praxis. (PDF; 6 MB) Bundesamt für Naturschutz.

### Richtlinien und Empfehlungen
- Vereinigung der Sternfreunde und Haus der Astronomie: Insektensterben durch Lichtverschmutzung vermeiden.
- Bundesamt für Umwelt: Empfehlungen zur Vermeidung von Lichtemissionen. Ausmaß, Ursachen und Auswirkungen auf die Umwelt.
- Schweizerische Vogelwarte Sempach: Vogelfreundliches Bauen mit Glas und Licht In: lanuv.nrw.de, (PDF; 8,7 MB)
- Hinweise zur Messung, Beurteilung und Minderungen von Lichtimmissionen der Bund/Länder-Arbeitsgemeinschaft Immissionsschutz (LAI), auch genannt „Licht-Richtlinie“ zum Bundes-Immissionsschutzgesetz, Deutsche Umweltministerkonferenz.
- Bundesamt für Naturschutz: Leitfaden zur Neugestaltung und Umrüstung von Außenbeleuchtungsanlagen Anforderungen an eine nachhaltige Außenbeleuchtung (2019, PDF mit vielen Abbildungen, 97 Seiten).

### Regionales
- Lichtverschmutzung in Nordrhein-Westfalen – Eine erste Bestandsaufnahme -. In: Landesamt für Natur, Umwelt und Verbraucherschutz Nordrhein-Westfalen (Hrsg.): LANUV-Fachbericht. Nr. 113. Recklinghausen August 2021 (nrw.de [PDF; 5,8 MB]).
- Dennis Köhler, Stefan Hochstadt, Manfred Walz (Hrsg.): LichtRegion – Positionen und Perspektiven im Ruhrgebiet. Klartext, Essen 2010, ISBN 978-3-8375-0404-0.

## Dokumentation
- 2020: Die dunkle Seite des Lichts – 45-minütige Fernsehdokumentation von Christine Walter[100][101]